# Église Saint-Léger de Vauciennes
L’église Saint-Léger est une église catholique paroissiale située à Vauciennes, dans le département de l'Oise, en région Hauts-de-France, en France. Elle a été édifiée entre la fin du XIIe siècle et le second quart du XIIIe siècle, quand fut bâtie la nef. Le style gothique primitif règne partout, sauf dans les bas-côtés, qui ne datent que de 1628. L'église est de dimensions modestes et présente, en quelque sorte, le plan minimal pour une église gothique complète : nef de trois travées accompagnée de bas-côtés, transept et un court chœur avec une abside à cinq pans. La façade occidentale avec sa grande rosace qui a perdu son remplage et son portail à la quintuple archivolte ; les chapiteaux de la nef avec leur sculpture naturaliste ; et l'abside avec ses hautes et étroites baies encadrées par les colonnettes à chapiteaux des ogives et formerets, font preuve du soin qui pouvait être apporté aux petites églises rurales de la région. Cependant, l'église Saint-Léger a très tôt été pénalisée par le sol marécageux du village, qui a fait renoncer à l'édification de deux chapelles orientées et d'un clocher proprement dit, et nécessité plusieurs reprises. L'humidité a fini par ronger la sculpture de la plupart des chapiteaux, et si le sol a été refait, les fondations baignent toujours dans l'eau. L'église a été inscrite au titre des monuments historiques par arrêté du 23 février 1951. Elle est aujourd'hui affiliée à la paroisse Saint-Sébastien de Crépy-en-Valois, et n'accueille plus de messes dominicales que tous les deux mois environ.

## Localisation
L'église Saint-Léger se situe en France, en région Hauts-de-France et dans le département de l'Oise, dans la vallée de l'Automne, sur la commune de Vauciennes, au centre du village, rue de l'Église (RD 813 L), pratiquement face à la maire. La façade occidentale de l'église est orientée vers la rue. Il n'y a pas de parvis. L'élévation méridionale donne presque immédiatement sur un terrain privé, mais on peut l'apercevoir depuis la route de Coyolles. Au nord, l'ancienne école borde l'église. Le chevet donne sur un terrain municipal derrière l'ancienne école, qui est accessible depuis le parking situé un peu plus au nord, rue de l'Église.

## Histoire

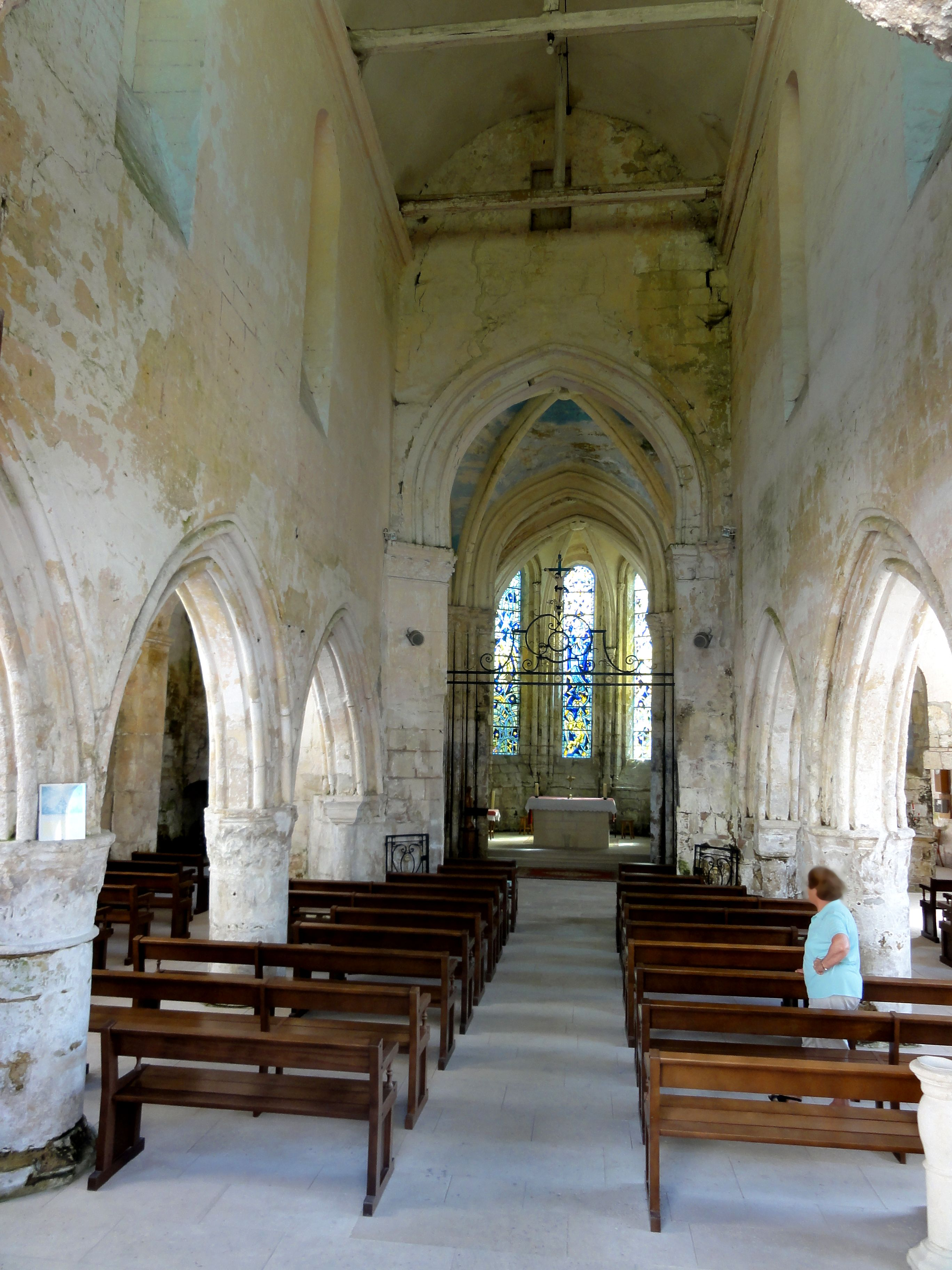
Vue générale intérieure.

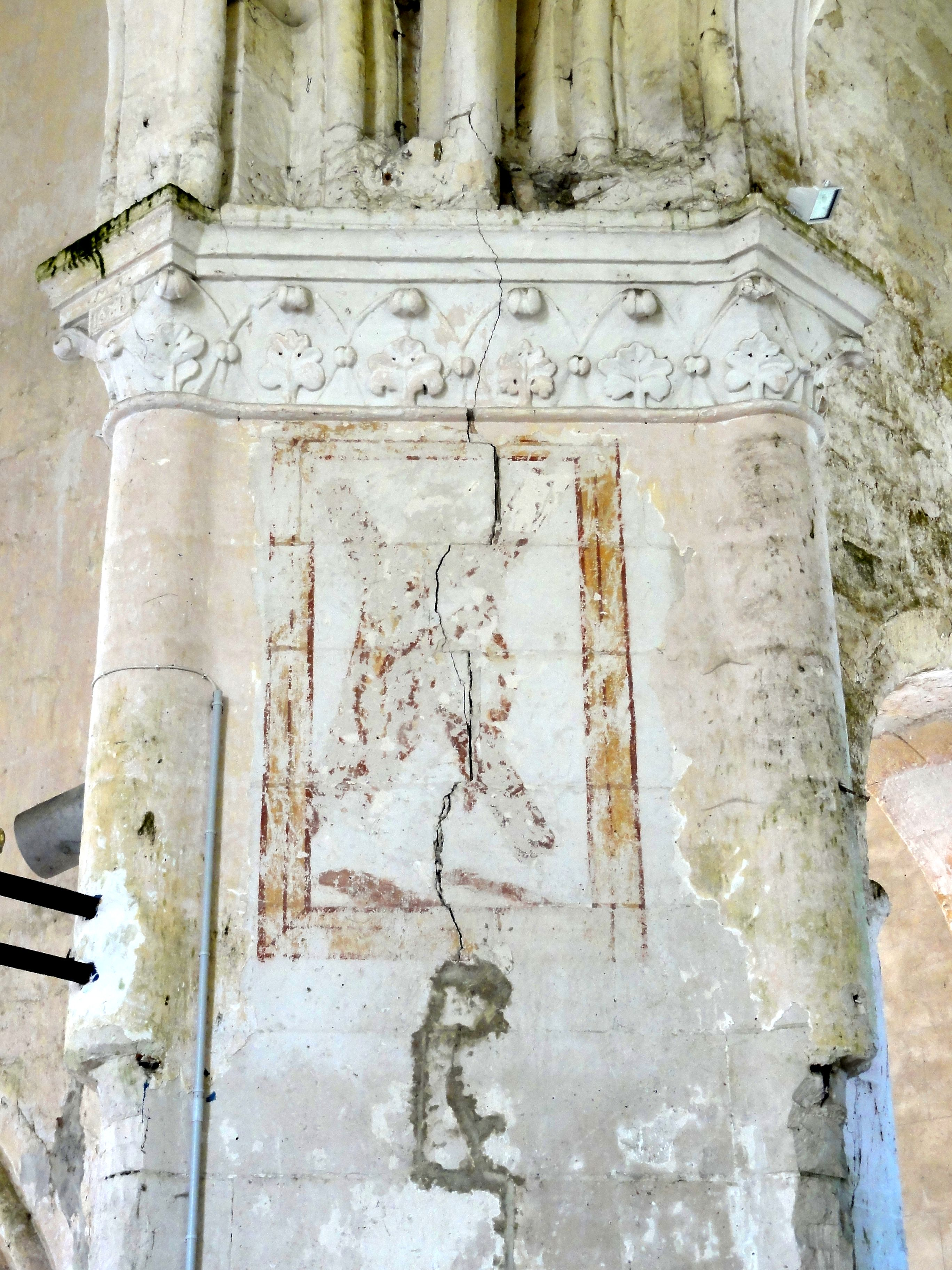
Pile nord-ouest de la croisée du transept, reprise vers 1230, puis consolidée en 1686 (date visible à gauche).

L'église Saint-Léger n'a pas encore fait l'objet d'une monographie ou d'une publication lui étant dédiée ; elle est juste brièvement étudiée dans un petit nombre d'ouvrages. Ainsi, seulement quelques repères de sa longue histoire peuvent être fournis. L'année de la fondation de la paroisse n'est pas documentée, et les sources d'archives ne renseignent pas sur la construction de l'église. Par une analyse archéologique basée sur l'examen d'analogies stylistiques avec d'autres édifices, Dominique Vermand a pu situer le
début de sa construction à la fin du XIIe siècle, et la fin de la construction au cours des années 1230 ou 1240. Par ailleurs, l'église reste inachevée : deux chapelles orientées devaient se greffer sur les croisillons du transept, et flanquer le chœur au nord et au sud. La chapelle du sud a été exécutée à mi-hauteur environ, et ses murs ont été utilisés pour faire une sacristie. La chapelle du nord n'a été qu'ébauchée. Des collages et reprises visibles dans appareil indiquent que des désordres de structure sont apparus très tôt. Ils proviennent du caractère marécageux du terrain, où des sources jaillissent à ras le sol. Les fondations baignent dans l'eau, et l'église est constamment humide, malgré un important exhaussement du sol. C'est peut-être le terrain instable qui explique l'abandon de la construction des chapelles, et le renoncement à un clocher à proprement parler. Dominique Vermand pense que les piles occidentales de la croisée du transept ont été reprises pour une première fois au moment du début de la construction de la nef. En 1628, les bas-côtés sont entièrement rebâtis, avec, au sud, des fenêtres au remplage Renaissance. En 1686, d'importants travaux de restauration ont lieu dans l'église. Dominique Vermand estime que le renforcement des contreforts de l'abside doit remonter à la même époque,.
L'église est dédiée à saint Léger (vers 615 - 2 octobre 678, ou 677 / 679), évêque d'Autun de 660 à 678 et martyr. Le patron primitif aurait toutefois été saint Maur (vers 512 - vers 584), disciple de Benoît de Nursie. Sous l'Ancien Régime, la paroisse de Vauciennes dépend du doyenné de Coyolles et de l'archidiaconé de la Rivière du diocèse de Soissons. La cure est à la nomination de l'évêque de Soissons. La seigneurie dépend initialement des comtes de Crépy, puis le duc Philippe d'Orléans (1336-1375) la cède à l'abbaye Notre-Dame de Longpont. À la Révolution française, l'ancienne paroisse de Chavres est réunie à la paroisse de Vauciennes pour former la nouvelle commune de Vauciennes. Le diocèse de Soissons est supprimé. Sur le plan religieux, Vauciennes est rattaché au diocèse de Beauvais, qui est annexé au diocèse d'Amiens lors du concordat de 1801. Depuis le rétablissement du diocèse de Beauvais en 1822, la paroisse de Vauciennes en fait de nouveau partie. Le cimetière est transféré au nord-est du village en 1828. L'église est inscrite au titre des monuments historiques par arrêté du 23 février 1951. Au milieu du XXe siècle, la paroisse de Vauciennes est réunie celle de Vaumoise, puis, en 1996, la paroisse de Vaumoise perd à son tour son indépendance, quand les quarante-cinq paroisses actuelles sont définies. Depuis lors, Vauciennes est l'une des seize communes regroupées dans la paroisse Saint-Sébastien de Crépy-en-Valois. Les messes dominicales sont généralement célébrées le dimanche à 11 h 00, en alternance avec l'une des sept autres églises de la communauté de Vaumoise. La fréquence ne dépasse guère une messe tous les deux mois, sans compter les célébrations particulières.

## Description

### Aperçu général

Plan de l'église.

Depuis le trottoir, l'on descend neuf marches d'escalier pour parvenir au portail occidental, qui constitue l'unique accès à l'église. Régulièrement orientée, l'église répond à un plan cruciforme et est parfaitement symétrique le long de son axe. Elle se compose d'une nef de trois travées accompagnée de deux bas-côtés ; d'un transept légèrement débordant ; et d'un chœur comportant une courte travée droite sans fenêtres et une abside à cinq pans. Le clocher s'élève au-dessus de la croisée du transept. La sacristie se situe dans l'angle entre croisillon sud et chœur, et est en réalité une chapelle orientée restée inachevée, qui devait s'ouvrir sur le croisillon. Nef et bas-côtés sont recouvertes par de fausses voûtes en berceau en bois et plâtre, tandis que les parties orientales sont voûtées d'ogives. La nef et les croisillons possèdent des toits à deux rampants avec trois pignons au nord, à l'ouest et au sud. Les bas-côtés sont pourvus de toits en appentis, qui obturent les anciennes fenêtres hautes de la nef.

### Intérieur

#### Nef et bas-côtés

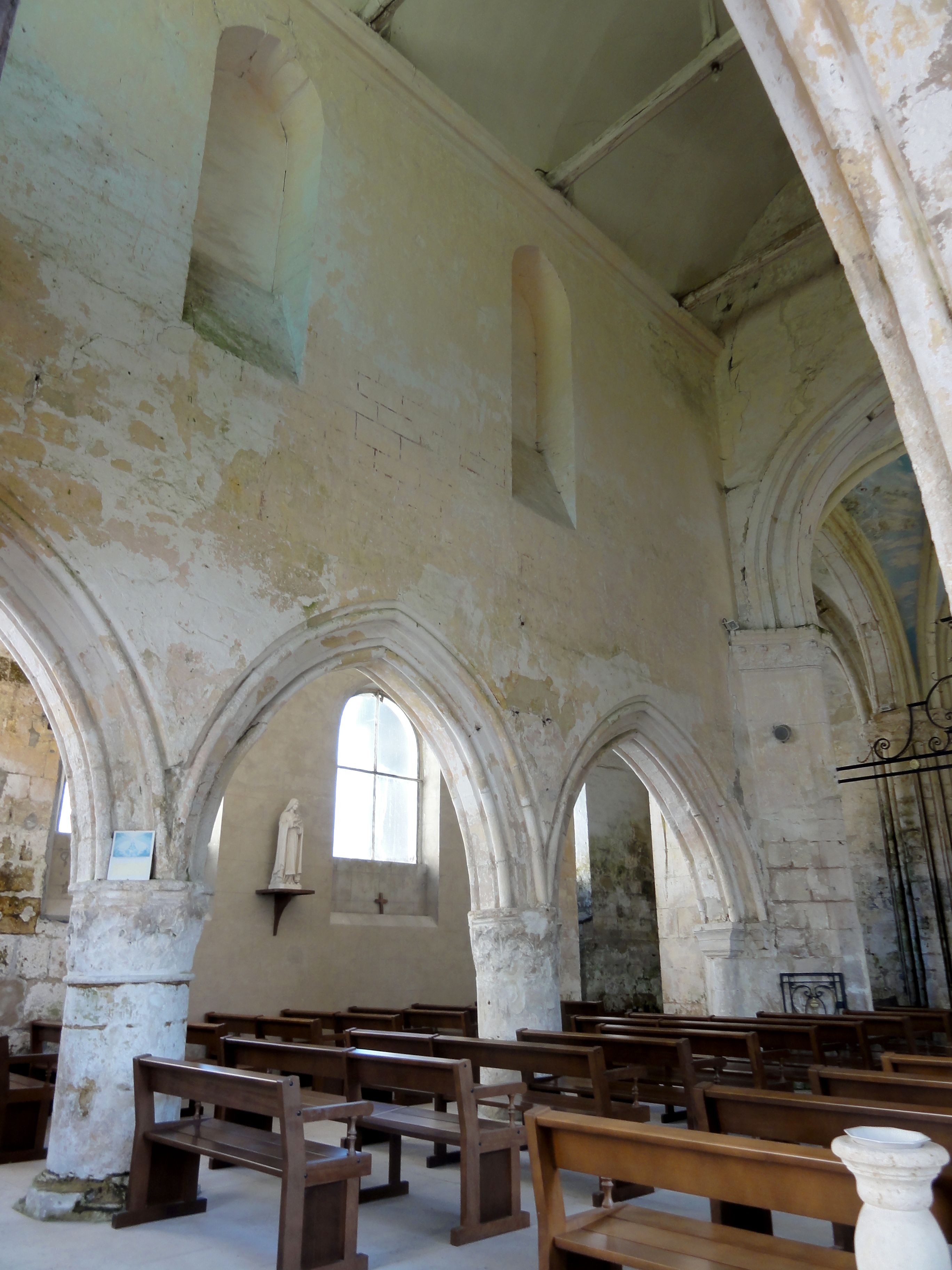
Nef, élévation nord.

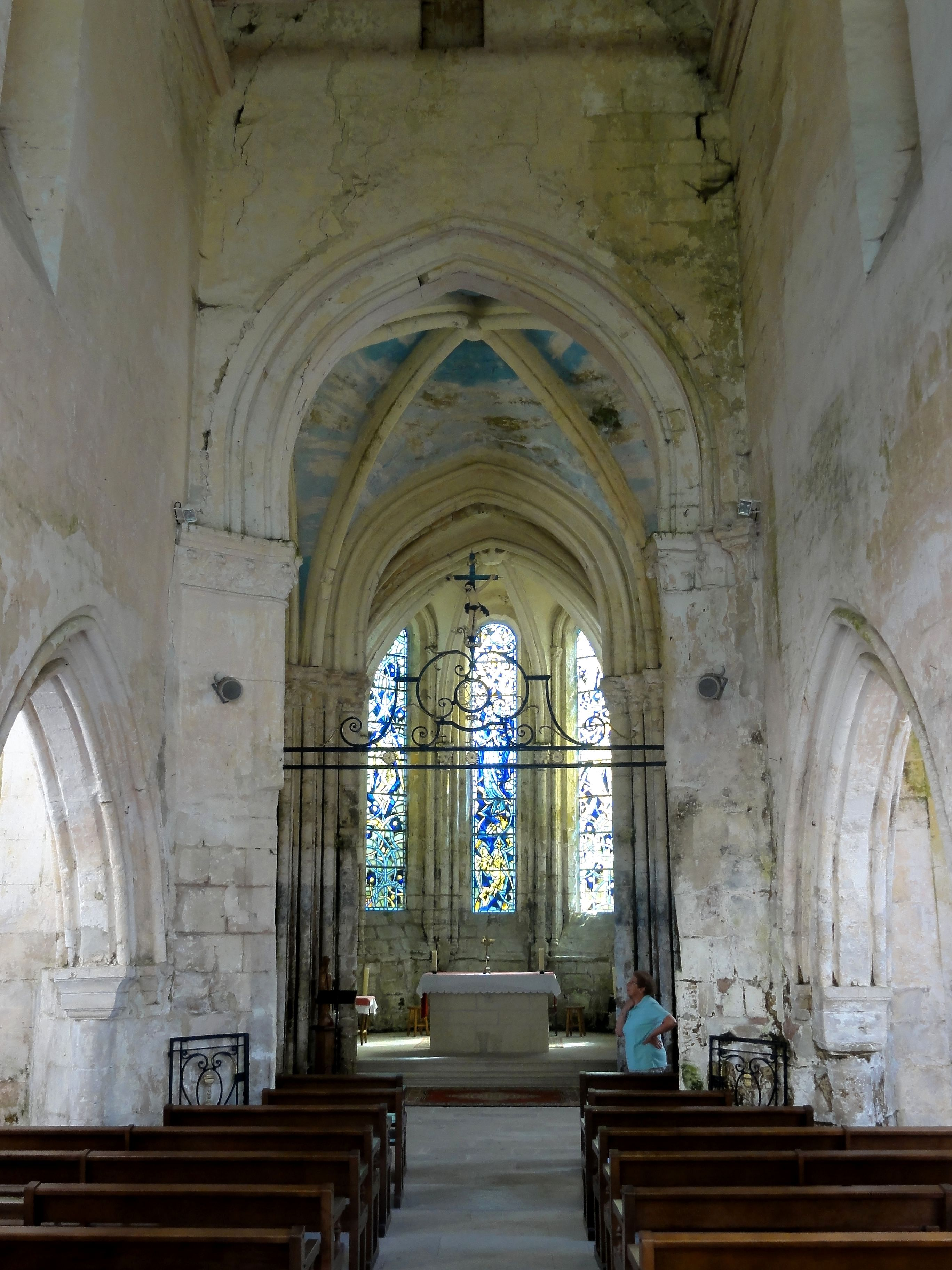
Nef, vue vers l'est.

La nef surprend par sa hauteur relative comparée aux dimensions modestes de l'église, et ceci malgré un important exhaussement du sol, que l'on ne soupçonnerait pas étant donné que l'église se situe en dessous du niveau de la rue. Mais la proportion des grandes arcades, qui rappelle l'église Saint-Léger de Mouy qui est dans le même cas, et la disparition des socles des piliers, indiquent clairement que l'intérieur de l'église a été remblayé. Le dallage du sol est récent : rongées par l'humidité, les dalles anciennes ne pouvaient être récupérées. La nef n'a jamais été voûtée, mais les supports autour de la pile sud-ouest de la croisée du transept indiquent que son voûtement était initialement prévu. Bien que des massifs de maçonnerie aient remplacé les fûts de colonnes, l'on voit encore un chapiteau sans emploi dans l'angle sud-est de la nef, dont le tailloir est placé de biais afin de s'orienter face à l'ogive. Mais ces supports sont antérieurs à la nef, qui a été construite en dernier lieu, et au moment que sa construction a été entreprise, la pile nord-ouest a déjà été refaite pour une première fois. De cette reprise date la frise continue en lieu et place des chapiteaux, et sans doute le massif de maçonnerie qui remplace les colonnettes. Plus aucun support n'a été prévu pour recevoir une ogive : l'on a donc d'emblée opté pour une nef non voûtée. Ce parti est archaïsant au XIIIe siècle, mais on peut le mettre sur le compte du sol marécageux qui pénalise fortement l'église. D'autres aspects de la configuration de la nef revèlent que l'absence de voûtes ne doit pas être interprétée comme la marque d'un inachèvement. Les tailloirs des piliers des grandes arcades ne comportent pas une saillie suffisante pour accueillir les supports des voûtes, et les fenêtres hautes sont alignées au-dessus des piliers, comme à Béthancourt-en-Valois, Champlieu, commune d'Orrouy, Glaignes, Orrouy et Pontpoint. Longues, étroites et situées tout en haut des murs, les quatre baies en arc brisée ont néanmoins été bouchées lors de la construction des bas-côtés actuels en 1628.
En haut, les murs gouttereaux de la nef se terminent par des corniches moulurées, sur lesquelles reposent les entraits de la charpente, qui chacun supportent un poinçon. Le reste de la charpente n'est pas apparente et disparaît derrière la fausse voûte en berceau. Les grandes arcades en tiers-point sont à double rouleau, du côté de la nef comme du côté des collatéraux. Le rouleau inférieur est au profil d'un méplat entre deux tores dégagés, et le rouleau supérieur est mouluré d'un seul tore dégagé. Les deux rouleaux retombent sur les tailloirs octogonaux des chapiteaux uniques des piliers. Avant la retombée, les tores des rouleaux supérieurs se rejoignent, ce qui est inhabituel et incompatible avec la présence de faisceaux de colonnettes pour supporter des voûtes. Les hautes corbeilles des chapiteaux sont sculptés de deux rangs de feuilles polylobées appliquées, d'une facture assez naturaliste. Malheureusement, l'humidité est montée jusqu'en haut des arcades et a rongé la plupart des détails du décor, qui ne reste intacts qu'à de rares endroits, curieusement surtout au nord. Au début des grandes arcades, les tailloirs et chapiteaux sont à moitié engagés dans les murs, mais sinon analogues. À la fin des grandes arcades, la disposition d'origine ne subsiste plus, et l'on voit de hauts tailloirs sans chapiteaux proprement dits, qui sont distincts pour le rouleau inférieur et le rouleau supérieur. Les piliers isolés sont cylindriques et appareillés en tambour. Les bases se limitent à un gros tore aplati, dont le contour décrit un octogone. Quant au mur occidental, il est ajouré par un oculus d'un diamètre très important, qui d'après Dominique Vermand serait une ancienne rosace qui a perdu son réseau. En dessous, le portail occidental s'ouvre sous un arc en cintre brisé. Les bas-côtés n'ont pas de caractère propre. Comme le montre la mouluration des grandes arcades, propre au style gothique primitif, elles doivent remplacer des bas-côtés des années 1230 / 1240. L'intercommunication avec les croisillons s'effectue par des arcades en plein cintre retombant sur de simples impostes, et dont la largeur réduite doit être imputable aux contreforts du clocher. Les grandes fenêtres en plein cintre assurent un abondant éclairage. Ce n'est qu'au sud que les fenêtres sont pourvues d'un remplage Renaissance, qui est constitué de deux formes en plein cintre surmontées d'un petit sofflet.

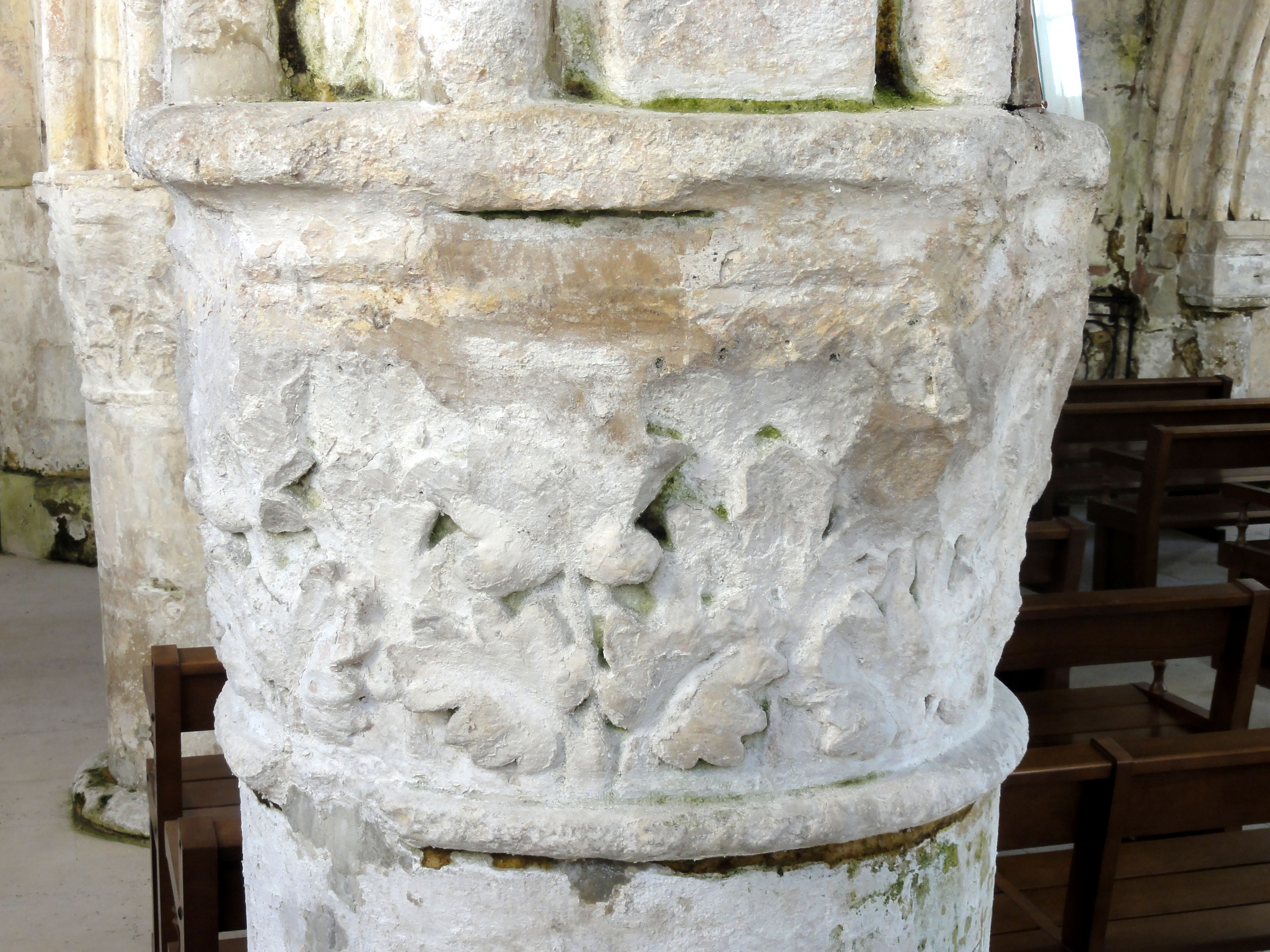
Chapiteau des grandes arcades du nord.
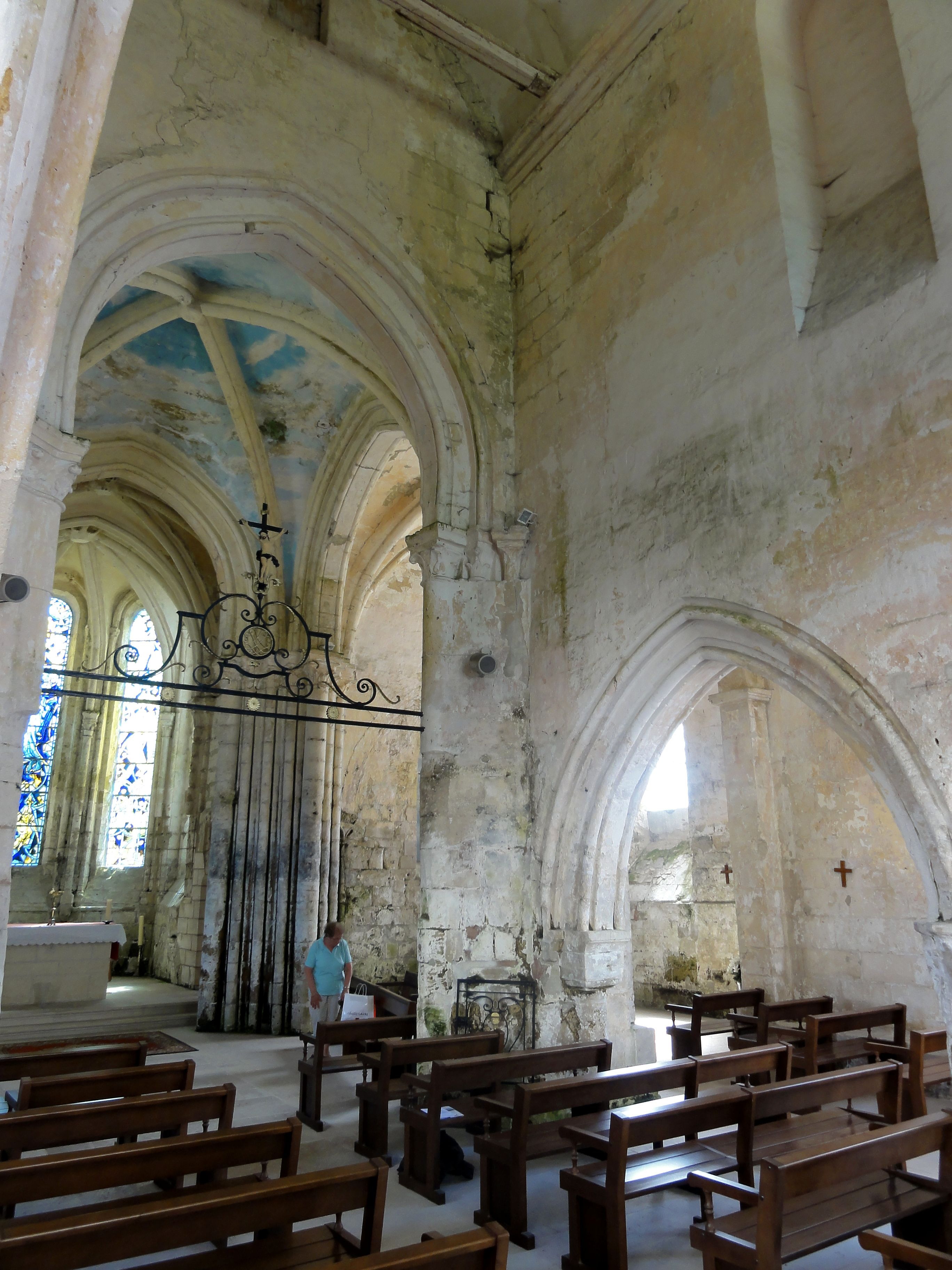
Nef, vue vers le sud-est.
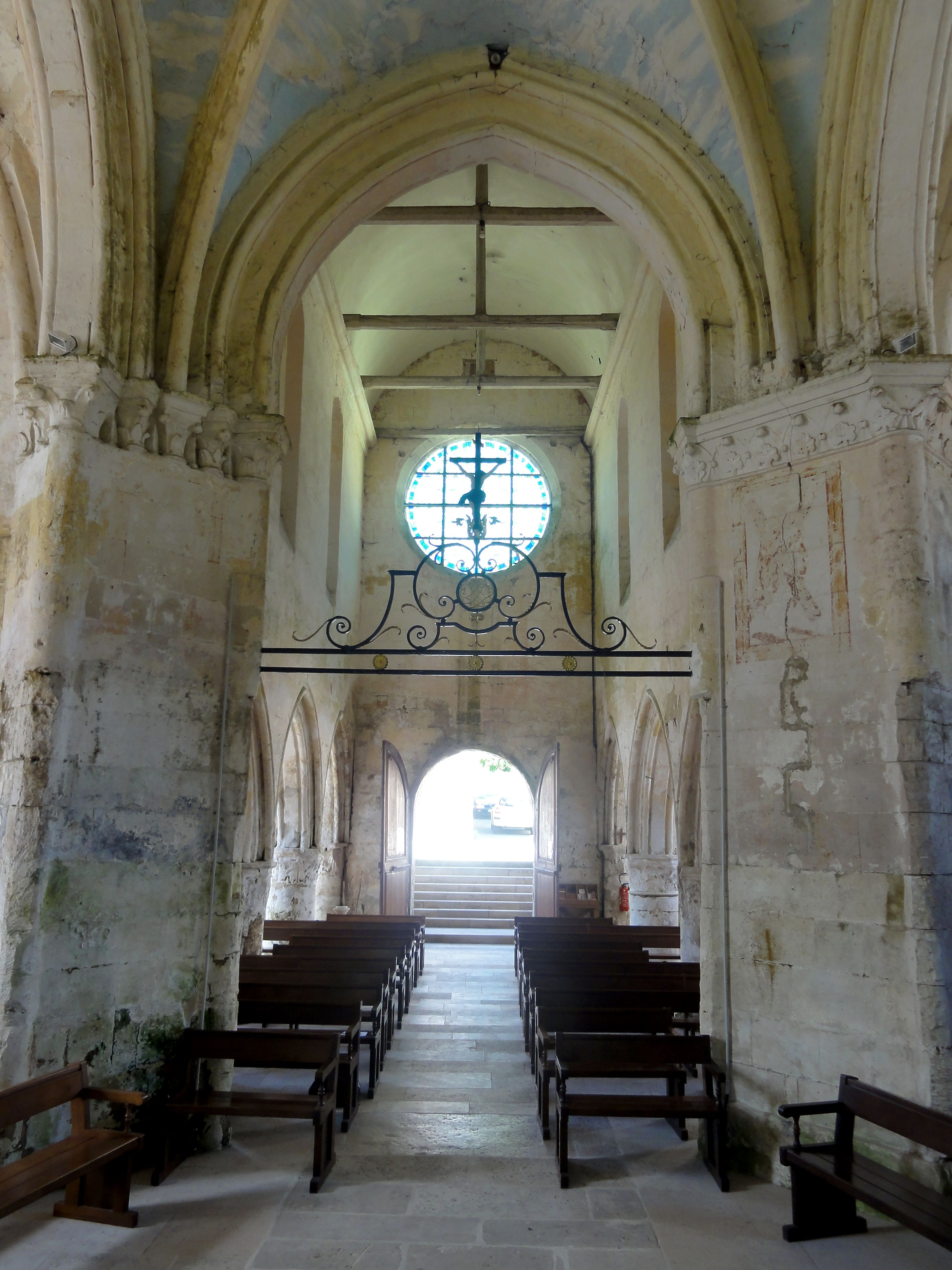
Croisée du transept, vue dans la nef.
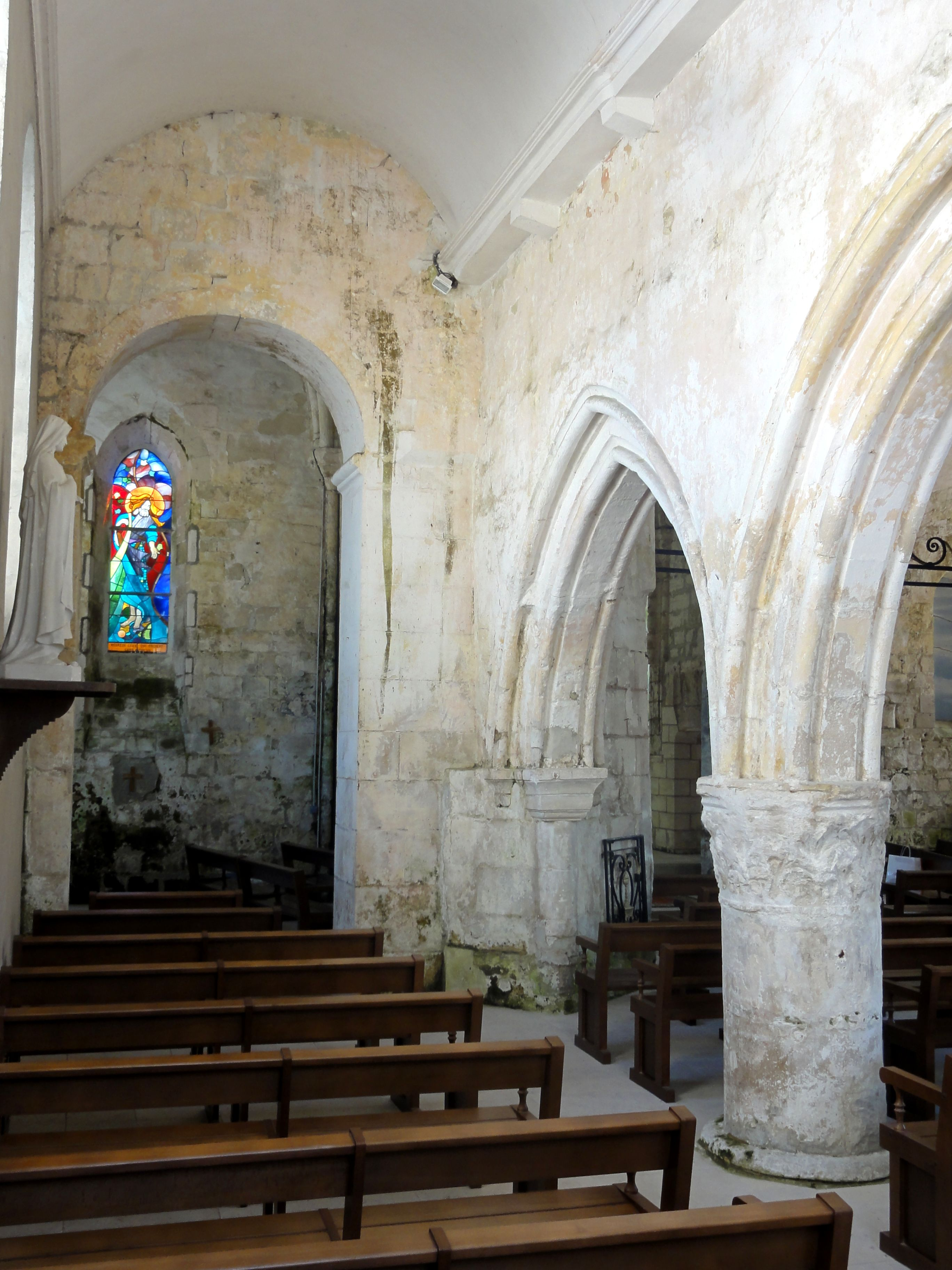
Bas-côté nord, vue vers l'est.
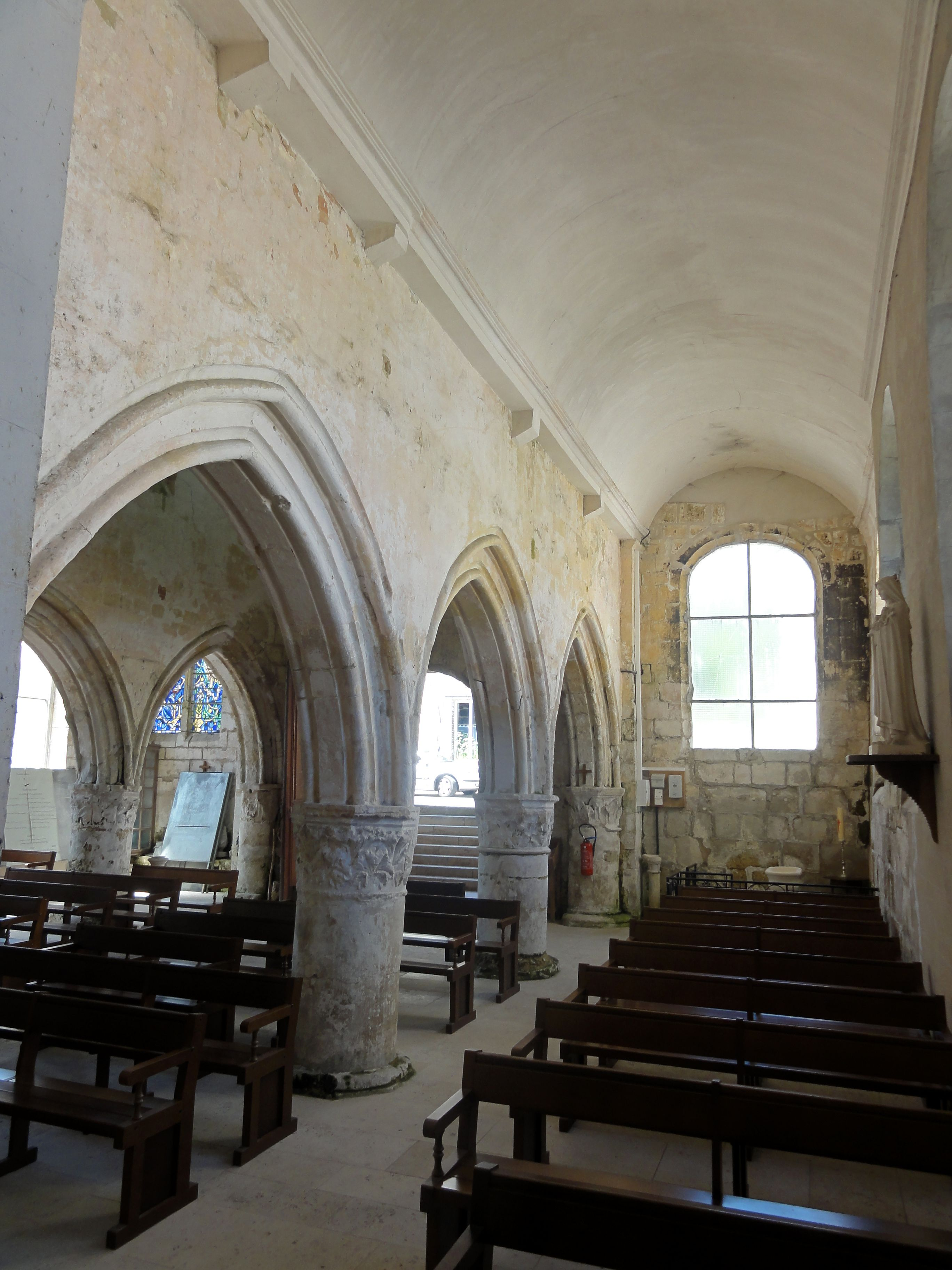
Bas-côté nord, vue vers l'ouest.
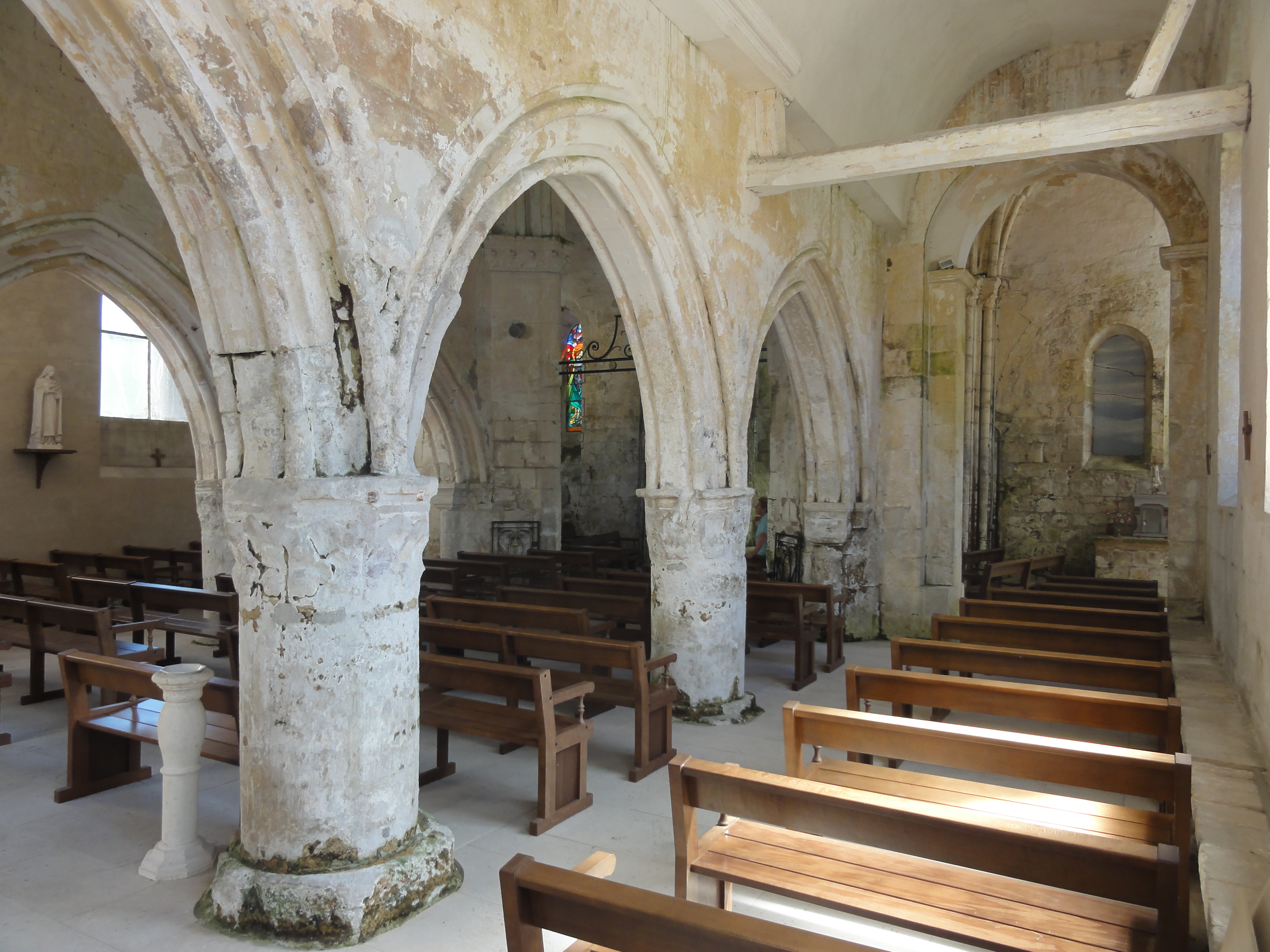
Bas-côté sud, grandes arcades, vue vers l'est.

#### Transept

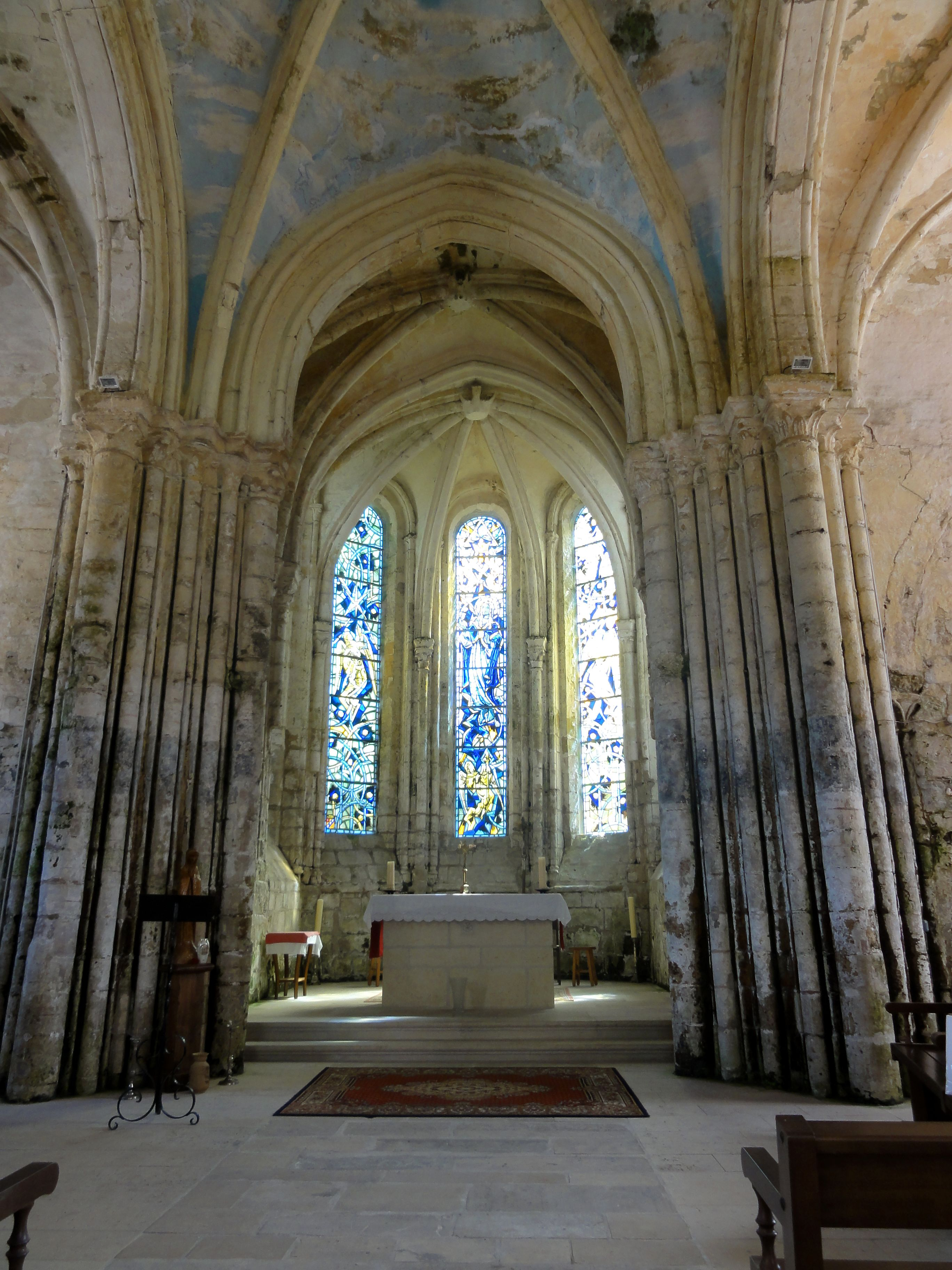
Croisée, vue vers l'est.

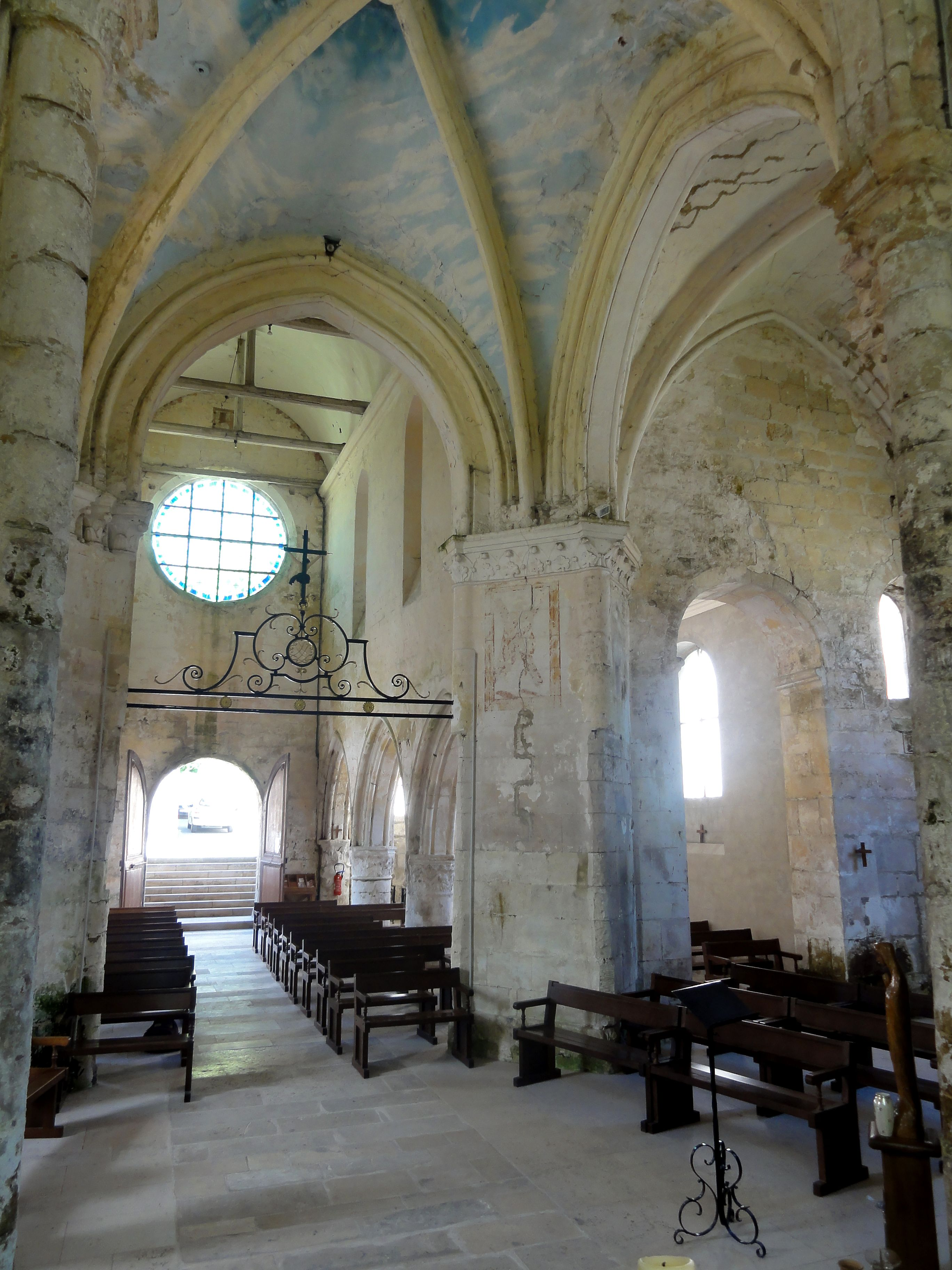
Croisée, vue vers l'ouest.

La croisée du transept est délimitée par les quatre grosses piles losangées du clocher, qui sont habilement dissimulées par les faisceaux de colonnes et colonnettes supportant les quatre doubleaux et les voûtes. Les fûts sont logés dans des ressauts des piles, et assez espacés pour que le noyau des piles affleure entre deux fûts. Le maître d'œuvre a opté pour l'équivalence du nombre des supports et des éléments à supporter, ce qui donne trois colonnettes dans chacun des angles de croisée. Deux correspondent au rouleau supérieur des doubleaux, et une aux ogives. Les doubleaux sont supportés par des colonnes de plus fort diamètre. Dans les croisillons, contrairement à la logique adoptée pour la croisée, les formerets ne disposent pas de supports dédiés, et partagent les tailloirs avec les ogives. Dans le chœur, le formeret retombe presque jusqu'au sol près de la pile nord-est du clocher, sans interposition de chapiteau. C'est une disposition très rare. En face, près de la pile sud-est, le formeret s'arrête au niveau des chapiteaux. La partie inférieure a peut-être été supprimée, car à l'instar des piliers des grandes arcades de la nef, les piles du transept sont rongées par l'humidité. Autour de la pile sud-ouest, les fûts ont été noyés dans un massif de maçonnerie voire supprimés. Partout autour de la croisée, l'exhaussement du sol a entièrement fait disparaître les bases, car les socles étaient apparemment moins élevés que dans la nef. Les chapiteaux ont de hauts tailloirs carrés, et sont décorés de crochets, sans aucune ressemblance avec les chapiteaux des grandes arcades. 
La pile nord-ouest fait exception. Un massif de maçonnerie remplace les fûts, mais les angles sont arrondis pour esquisser des colonnes : c'est la même disposition que sur la pile sud-ouest en face, mais le travail paraît plus soigné, où la pile est mieux conservée. En plus, une frise continue remplace les chapiteaux, tout en conservant la forme des grands chapiteaux correspondant aux doubleaux. La sculpture rappelle fortement les autres chapiteaux du transept, mais se présente dans un parfait état de conservation. C'est sans doute ce faux chapiteau qui a fait dire à Dominique Vermand que des piles de la croisée ont été reprises pour une première fois au début de la construction de la nef. En même temps, c'est justement ici que se lit la date de 1686. Elle semble faire partie de la sculpture de la frise. Ce constat fait peser un doute sur la datation de la première reprise pour les années 1230 / 1240, même si le respect du style gothique serait surprenant pour une restauration de la fin du XVIe siècle.
Les quatre doubleaux autour de la croisée sont à double rouleau, et au même profil que les grandes arcades. Les ogives sont formées par un gros tore posé sur un bandeau chanfreiné. Les voûtains de la voûte de la croisée sont peints d'un ciel avec des nuages. Ce décor n'a rien d'authentique et ne date que de la fin du XXe siècle. Seule la clé de voûte du croisillon sud conserve en partie son décor : elle est flanquée de minuscules têtes sculptées. Dans les angles aux extrémités des croisillons, ogives et formerets retombent sur des colonnettes uniques, qui en partie ont été remplacés par de simples culots. Le croisillon nord est éclairé au nord par une grande baie en plein cintre identique aux fenêtres du bas-côté nord, et à l'est, par une lancette simple d'origine. Une porte bouchée existe sous la fenêtre du nord, et une niche de faible hauteur tout à gauche du mur oriental. Le croisillon sud présente à l'est un arc de décharge, qui doit correspondre à l'arcade ouverte pour établir la communication avec la chapelle orientée, finalement restée inachevée. Deux étroites lancettes simples ont été ménagées dans le mur avant la construction de la sacristie, puis ont été bouchées. Au sud, le jour entre par une fenêtre en cintre surbaissé, désaxée vers l'est.

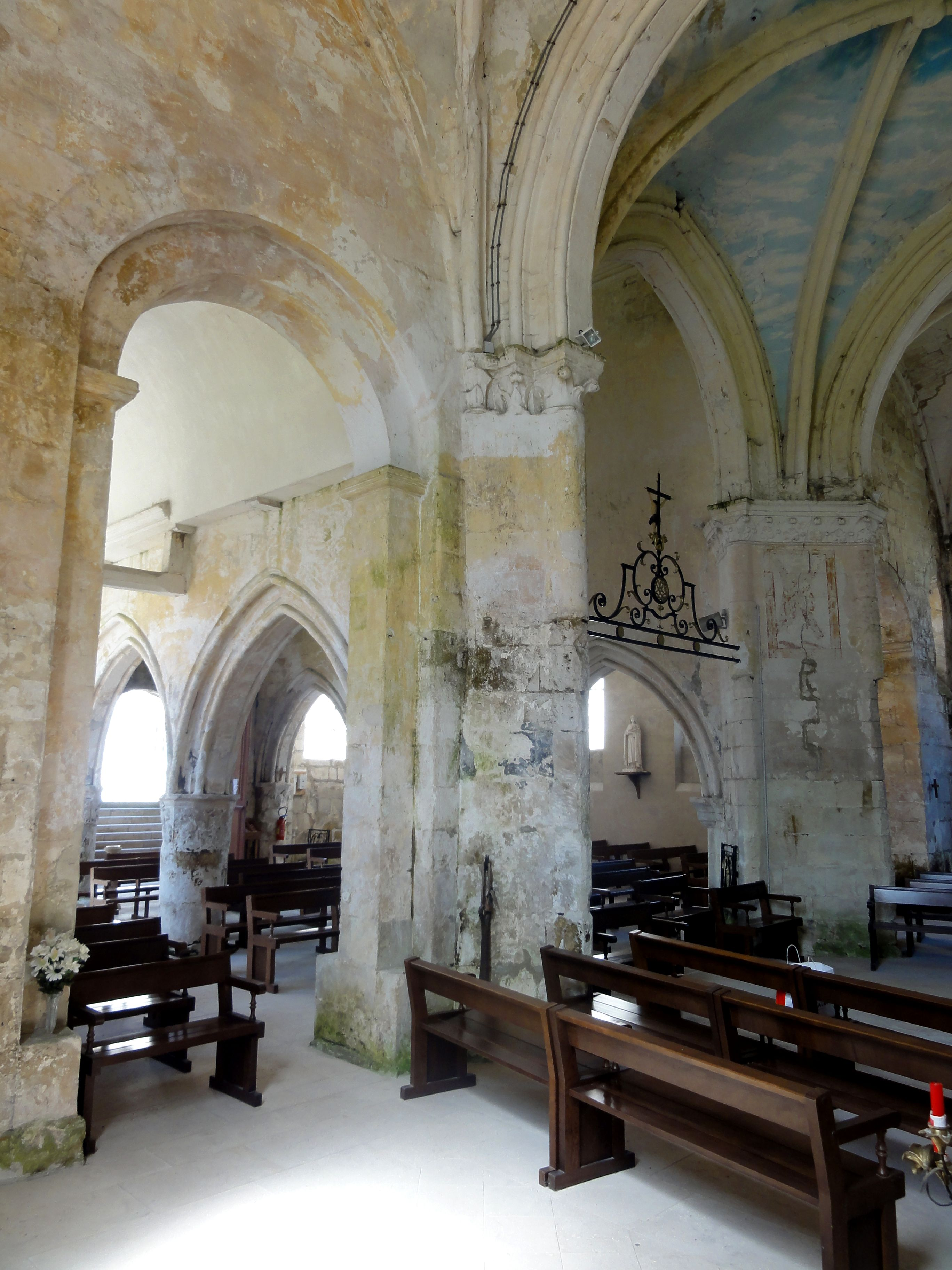
Transept, côté ouest.
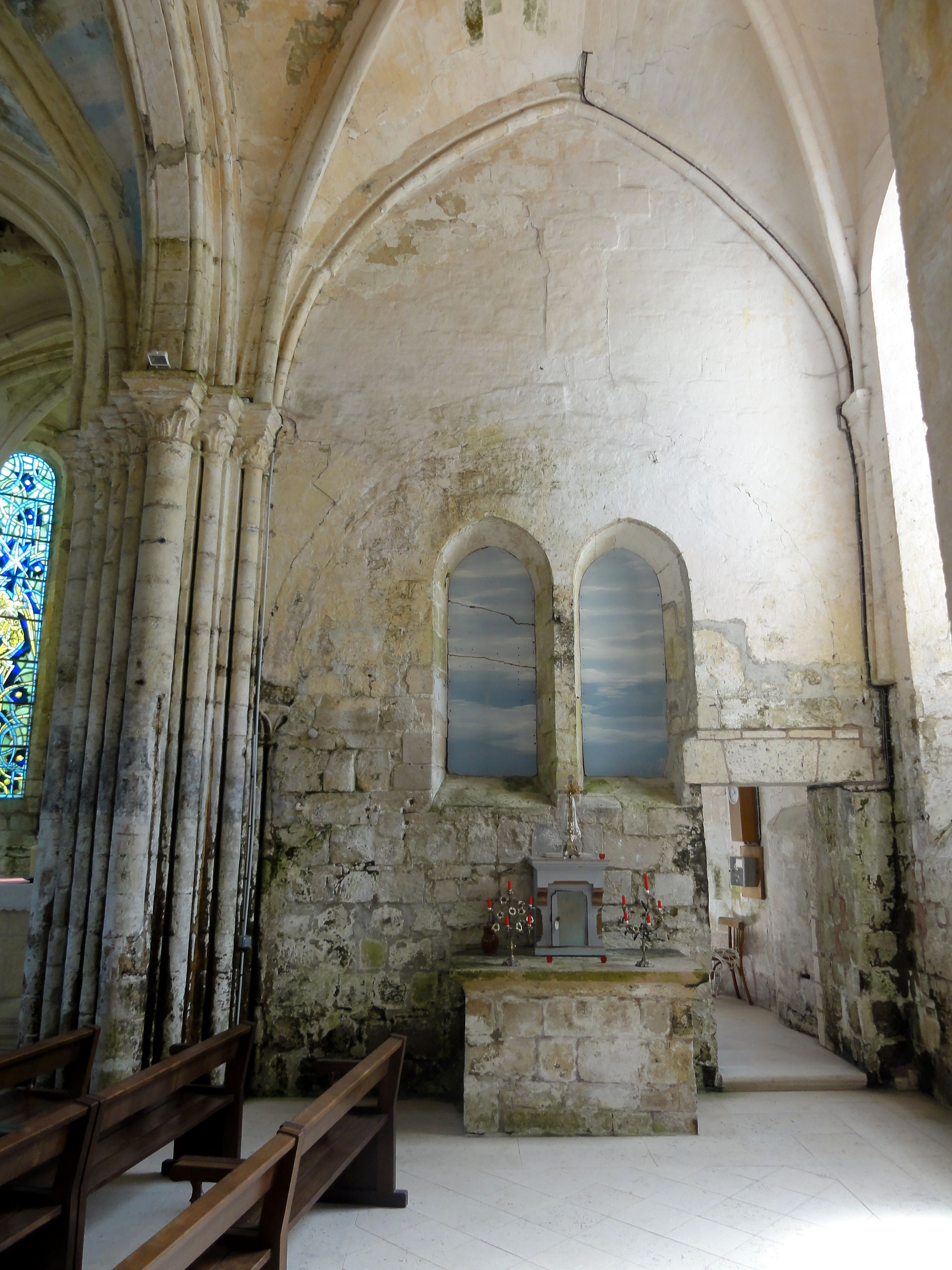
Croisillon sud, côté est.
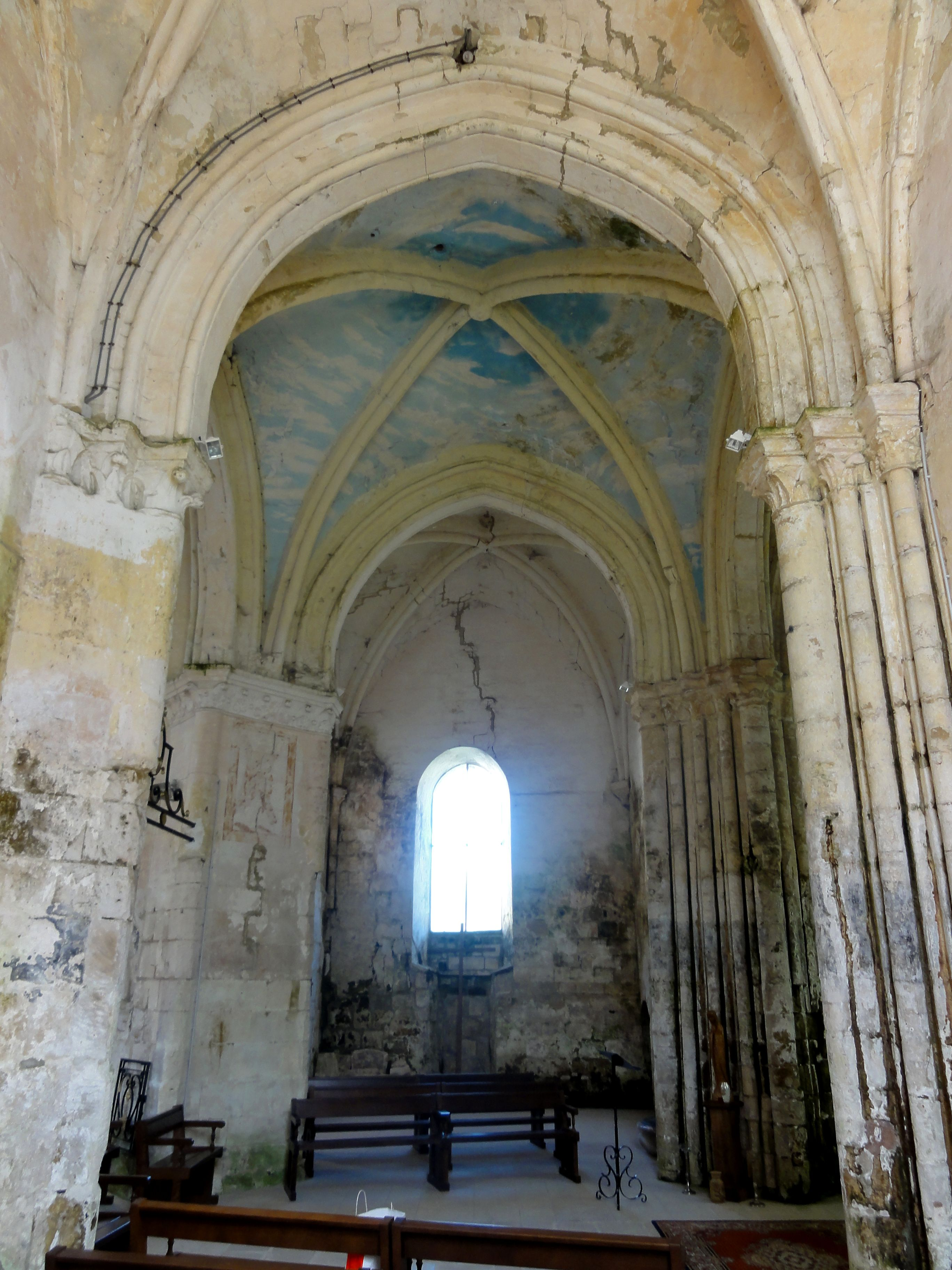
Transept, vue sud-nord.
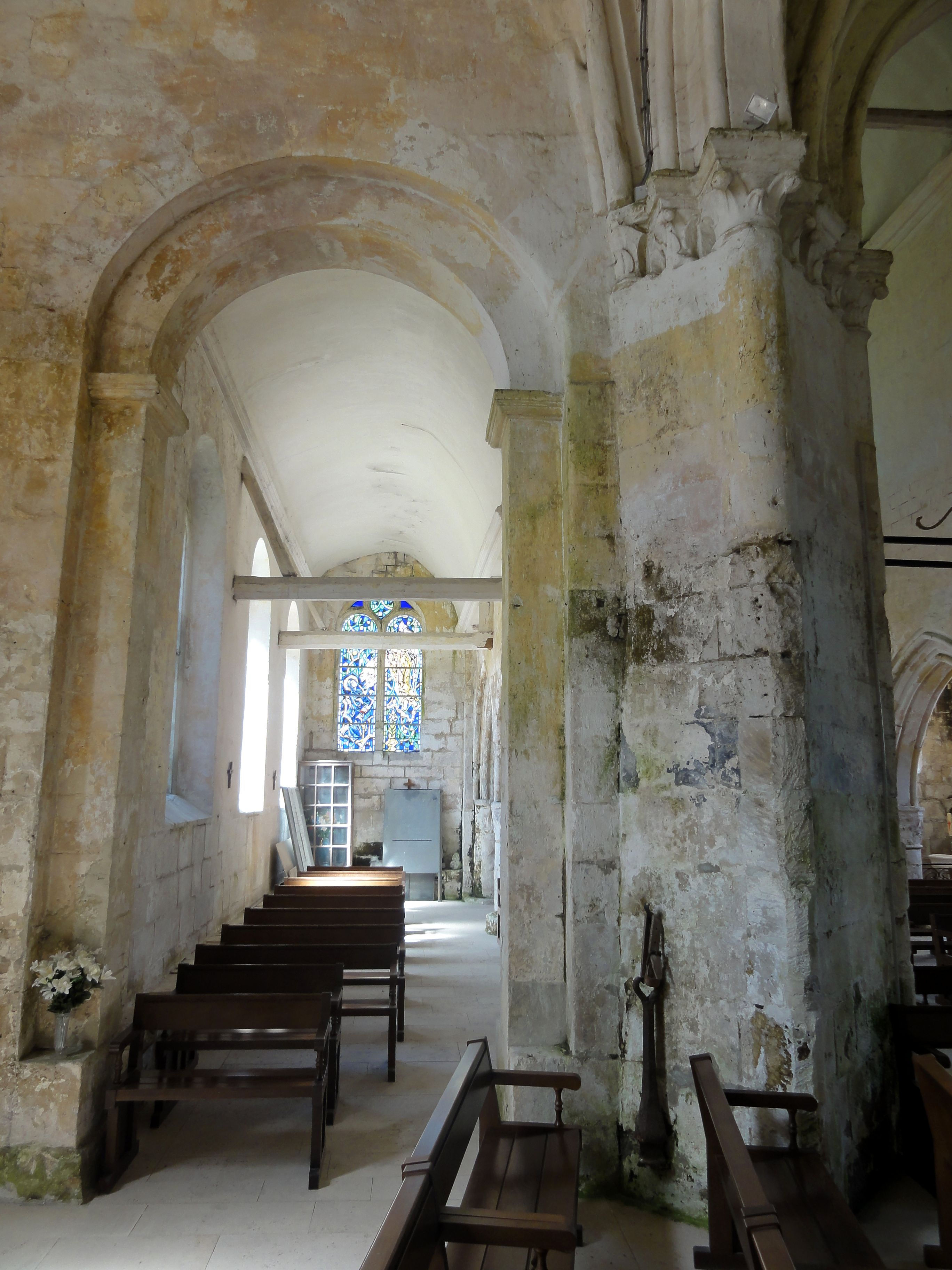
Croisillon sud, vue vers l'ouest.
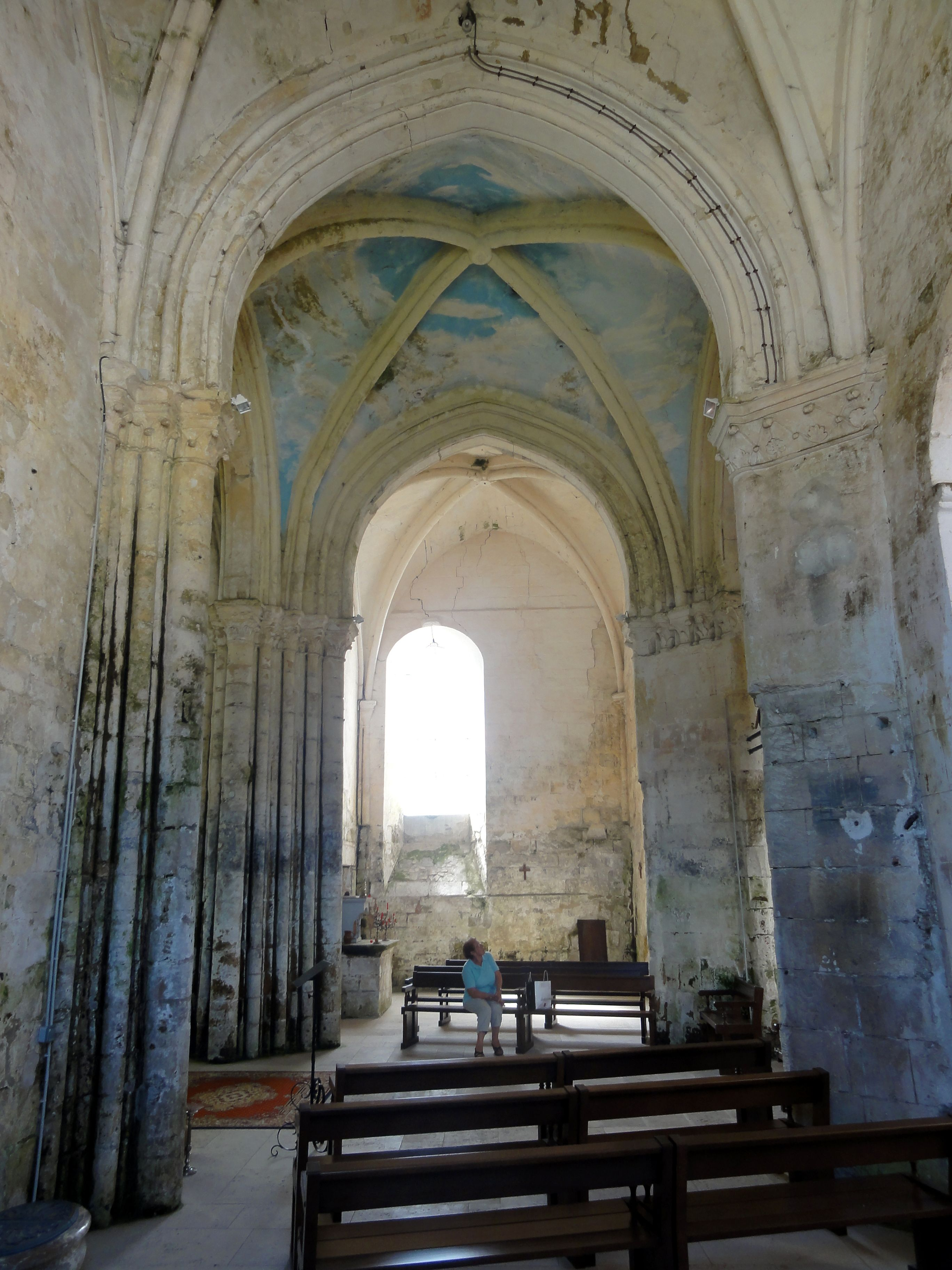
Transept, vue nord-sud.
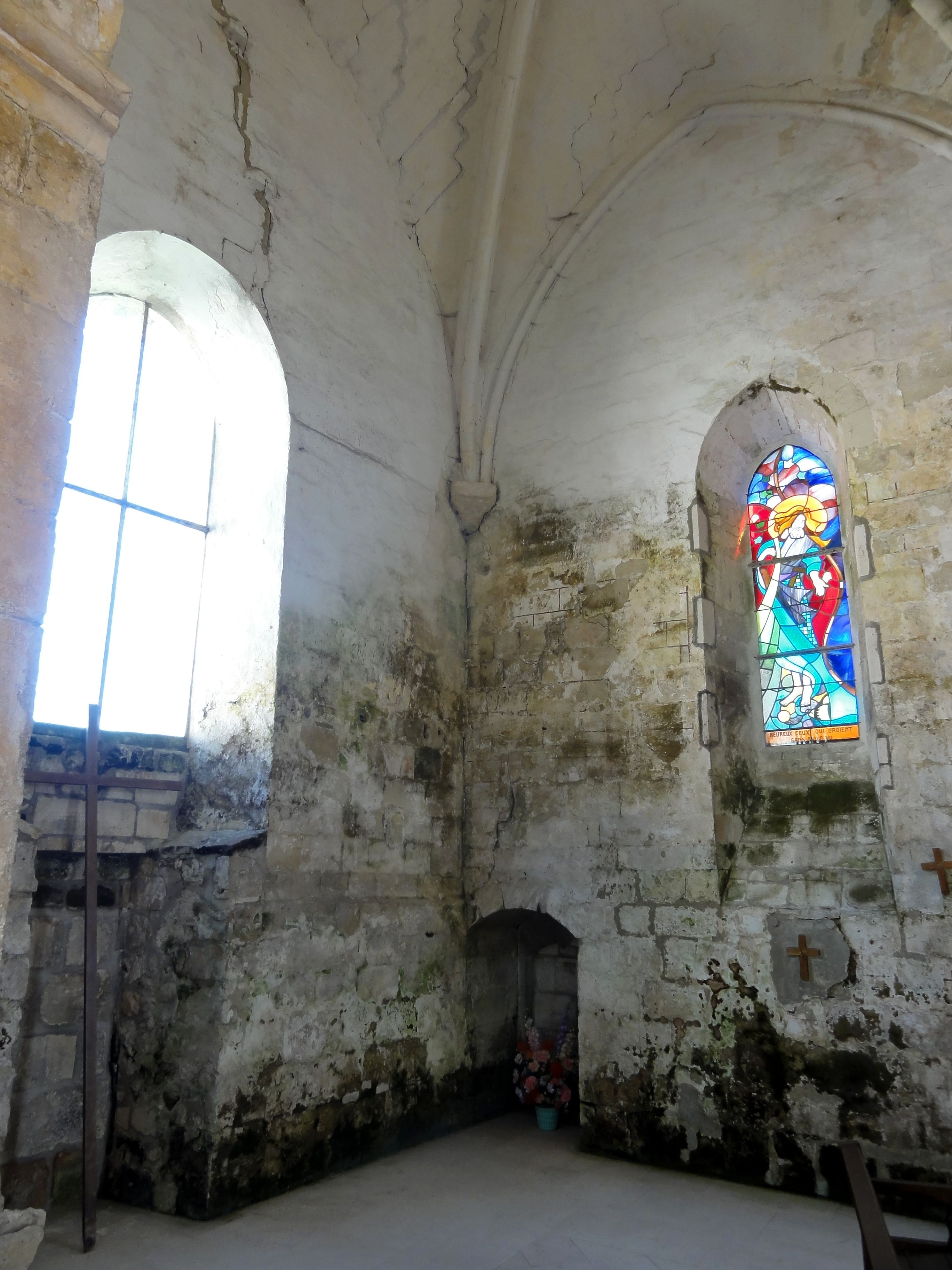
Croisillon nord.

#### Chœur

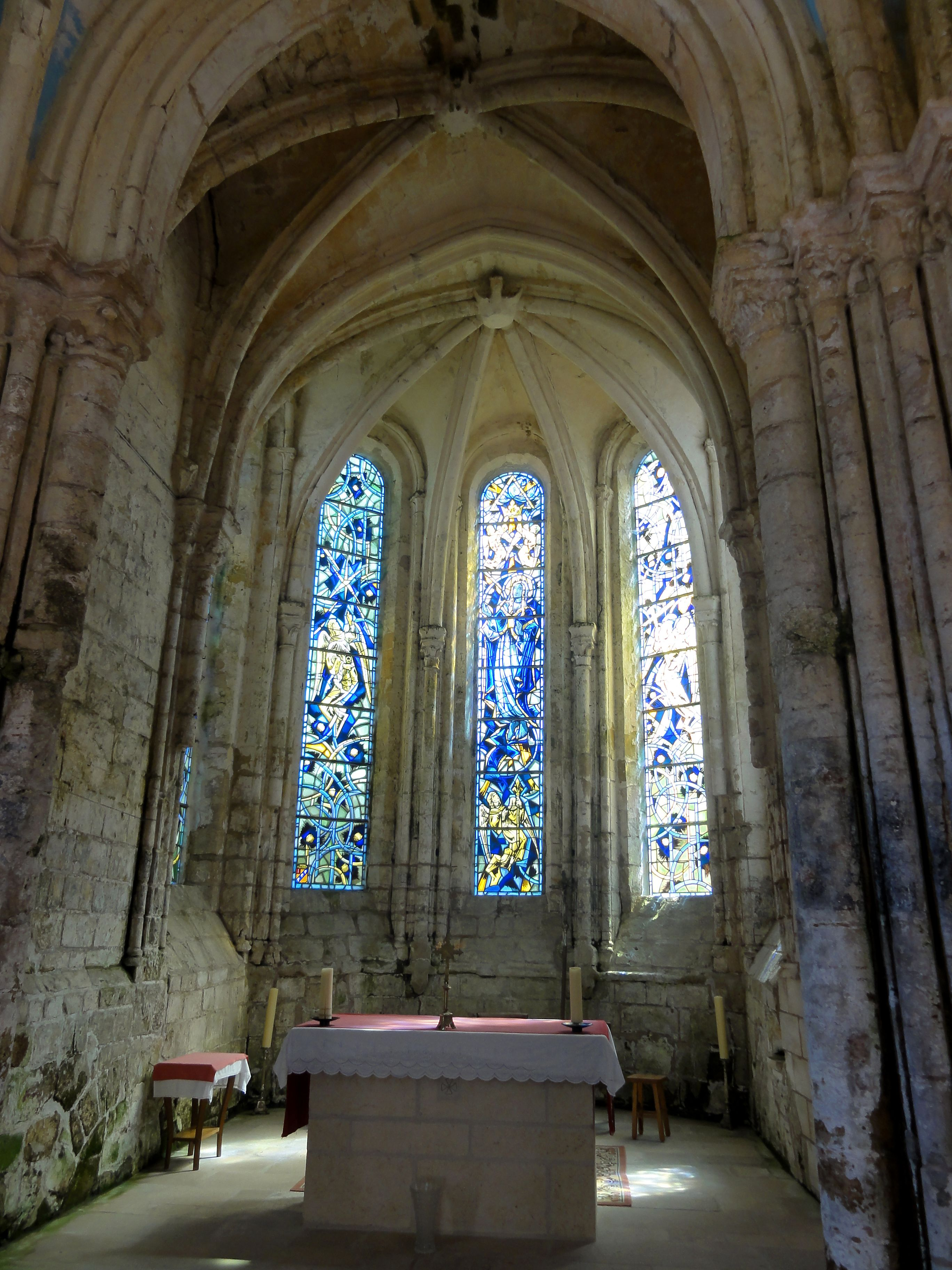
Vue dans le chœur.

Malgré sa profondeur modeste, le chœur est subdivisé en deux travées par un doubleau intermédiaire. Celui-ci repose sur deux faisceaux d'une colonnette et de deux très fines colonnettes, de diamètre moindre que les colonnettes du transept. L'assiette des tailloirs est donc trop petite pour accueillir les formerets, qui sont reçus par des culs-de-lampe à côté des chapiteaux. Côté ouest, les culs-de-lampe ne sont décorés que de quelques nervures, alors qu'ils sont enveloppés de feuillages côté est. Il est à noter que tous les fûts de colonnettes du chœur sont appareillés, et non en délit. Leurs socles reposent sur le soubassement des fenêtres, en bas du glacis fortement incliné qui se trouve au seuil de chacune des baies. Cette disposition assez rare doit dater d'origine, à moins que le soubassement des fenêtres ait été renforcé. Elle peut s'expliquer par le souci d'éviter la montée de l'humidité dans les fûts, et deux arcs de décharge en bas du mur septentrional servent sans doute à enjamber des sources. Un troisième arc de décharge se trouve au sud de l'abside. Malgré ces précautions, la partie inférieure des colonnettes du doubleau a dû être supprimée. Le profil des ogives est différent du transept, et consiste d'un tore légèrement aigu entre deux baguettes. Le profil du doubleau est également différent, car le méplat entre les deux tores est remplacé par une gorge peu prononcée. Les clés de voûte ont été raccommodées à force de plâtre, et le décor ne subsiste qu'en partie. Dans l'abside, une tête se détache entre deux ailes ou deux feuilles, mais la clé de voûte proprement dite est nue.
La première travée est dépourvue de fenêtres, car les chapelles orientées initialement prévues les auraient en grande partie obturées, et la travée n'est de toute façon pas plus profonde que la courte partie droite de l'abside. Au sud, une ancienne porte vers la sacristie a été murée, sans boucher l'ouverture en anse de panier. L'abside est abondamment éclairée par cinq hautes baies en plein cintre, ce qui donne à penser que la construction de l'église a dû commencer ici. L'on est toutefois loin de l'architecture romane, comme le montre la finesse des supports. La hauteur des fenêtres est rendue possible grâce à des soubassements assez bas : le chœur est voûté à la même hauteur que le transept. Conformément à la période de construction à la fin du XIIe siècle, qui ne connaît des remplages que pour les rosaces, les baies de l'abside n'en possèdent pas. Les fenêtres elles-mêmes ne sont pas décorées, mais comme souvent à la première période gothique, les formerets remplissent aussi une fonction décorative. Ainsi, les chapiteaux des formerets sont-ils situés à la hauteur des impostes des fenêtres, et les fines colonnettes suivent de près les piédroits. Le niveau plus bas des chapiteaux des ogives crée une certaine tension, qui anime l'abside et évite la monotonie. Dans son ensemble, le chœur paraît harmonieux et bien proportionné. Avec des moyens simples, à savoir des fenêtres hautes et étroites et des formerets, encore absents dans des chœurs plus anciens comme Orry-la-Ville ou Pontpoint, le maître d'œuvre a obtenu une certaine élégance.

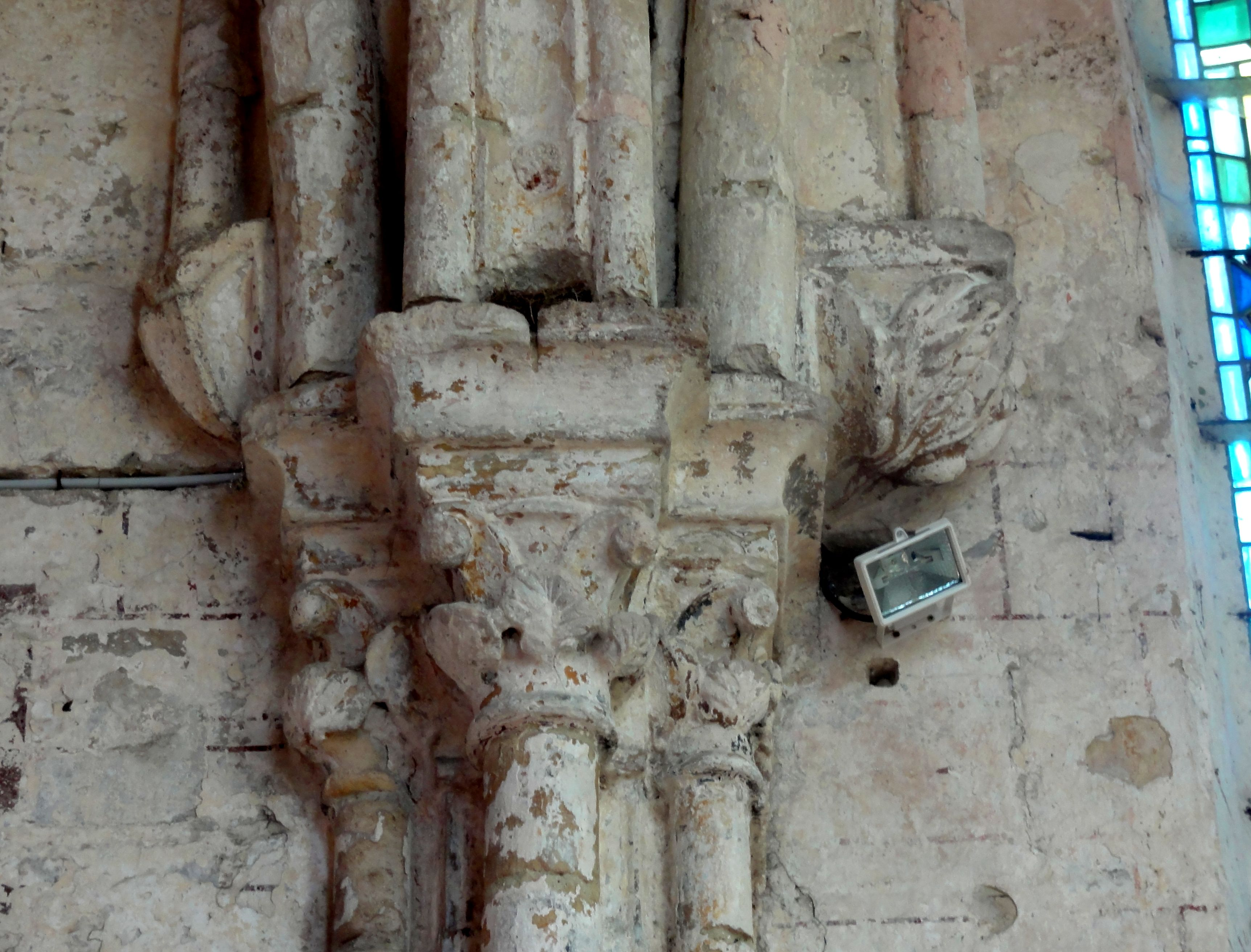
Supports côté nord.
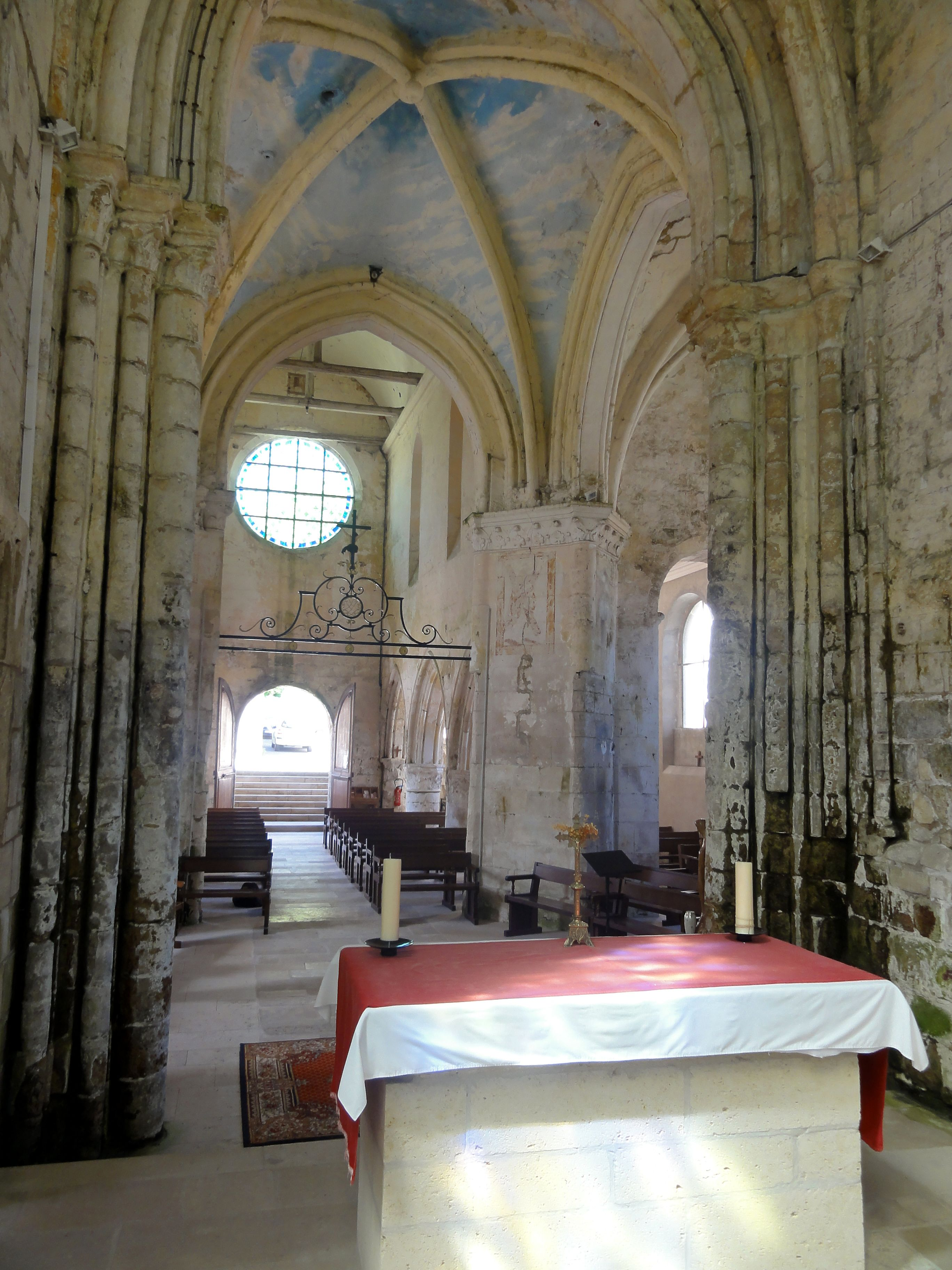
Abside, vue vers l'ouest.
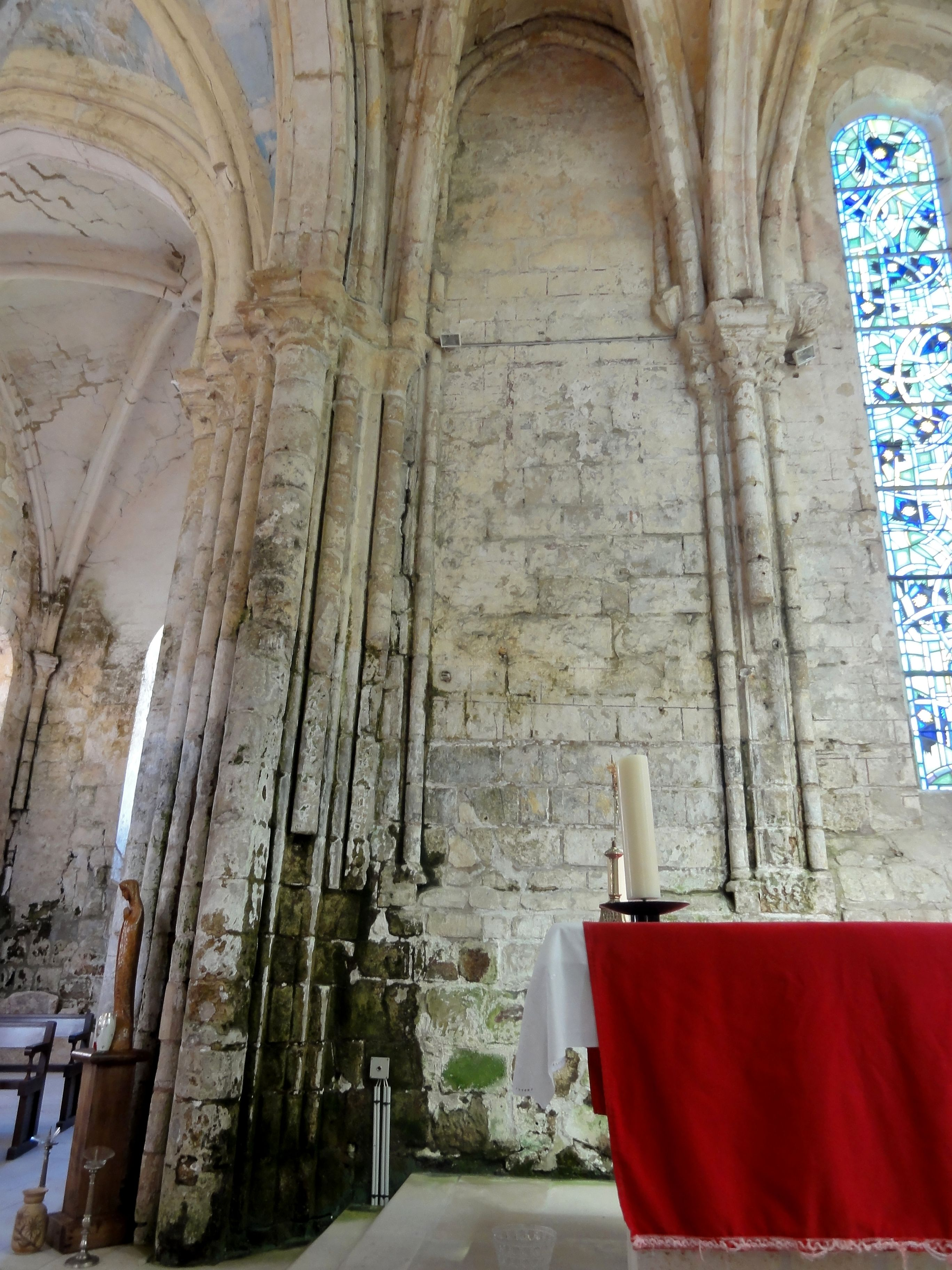
1re travée, côté nord.
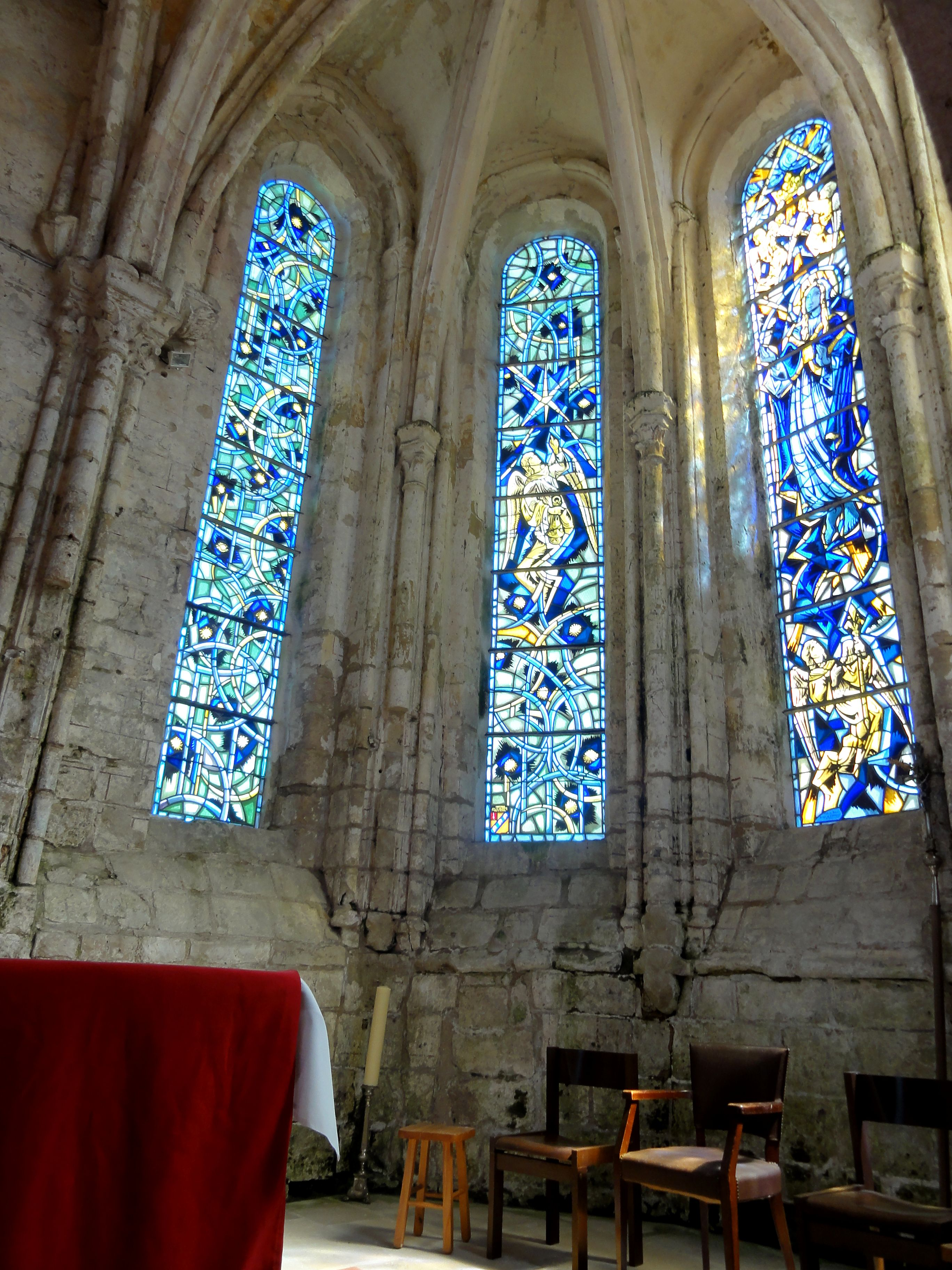
Abside, angle nord-est.
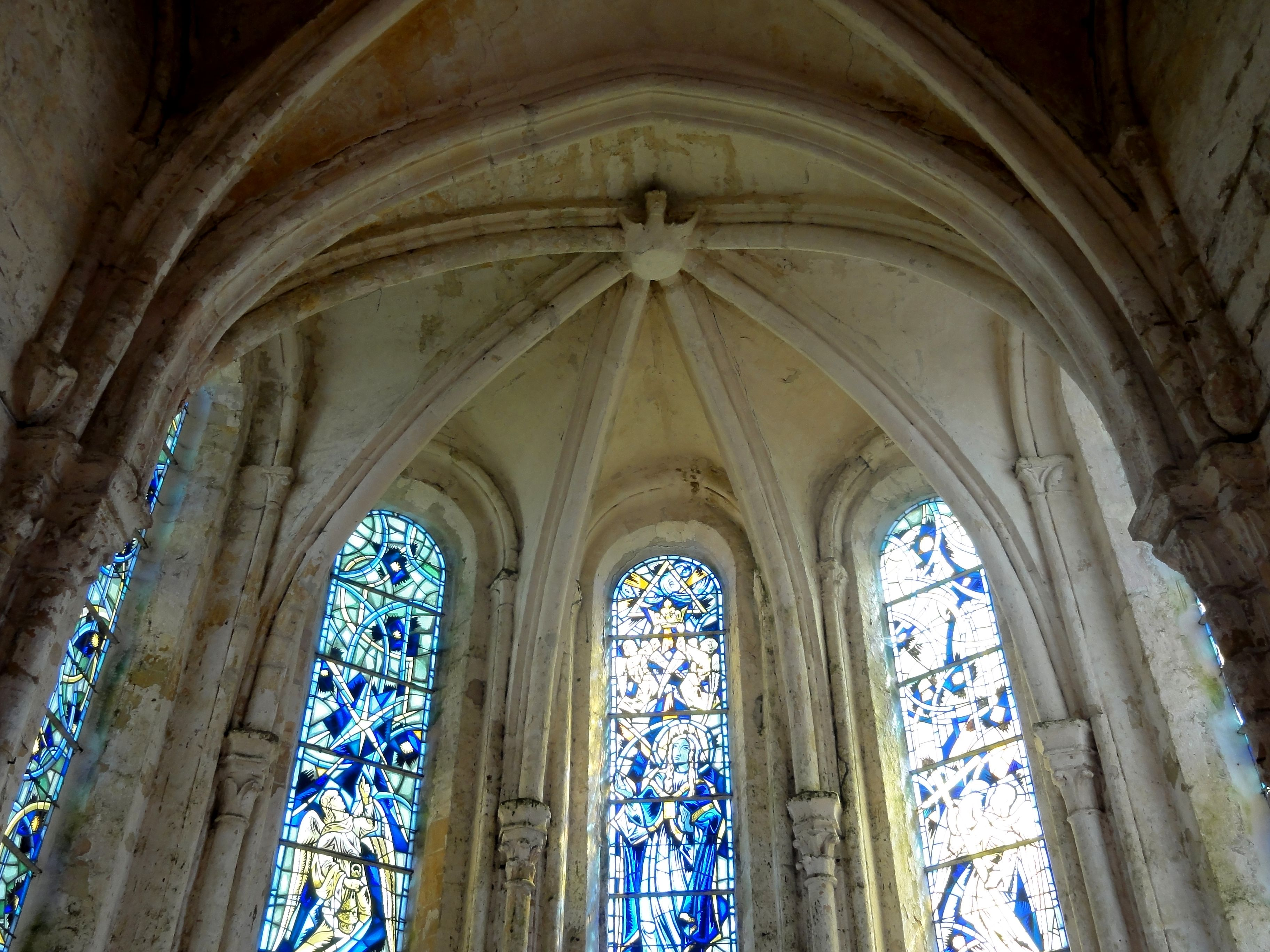
Abside, parties hautes.
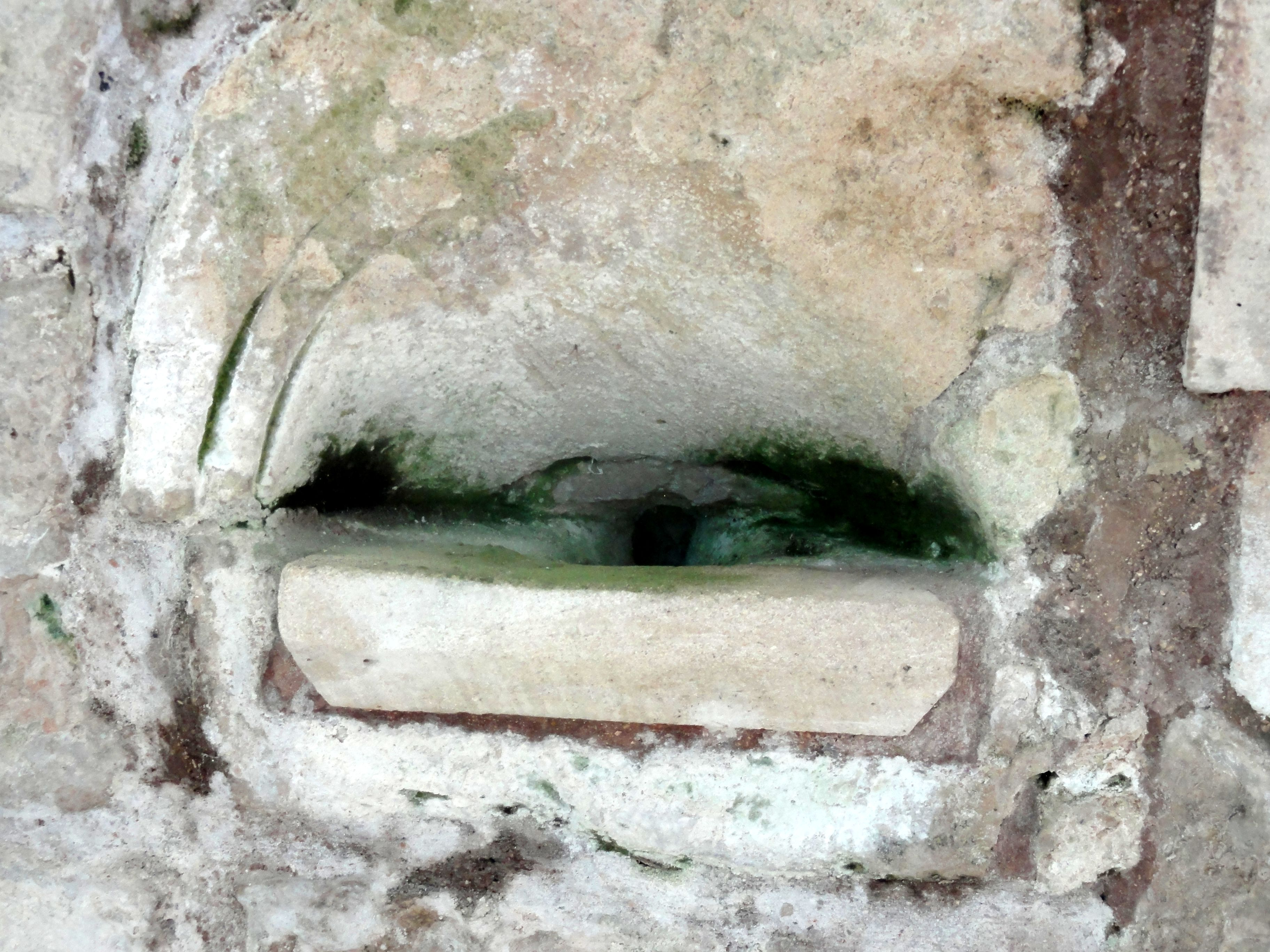
Abside, piscine côté sud.

### Extérieur

#### Nef et bas-côtés

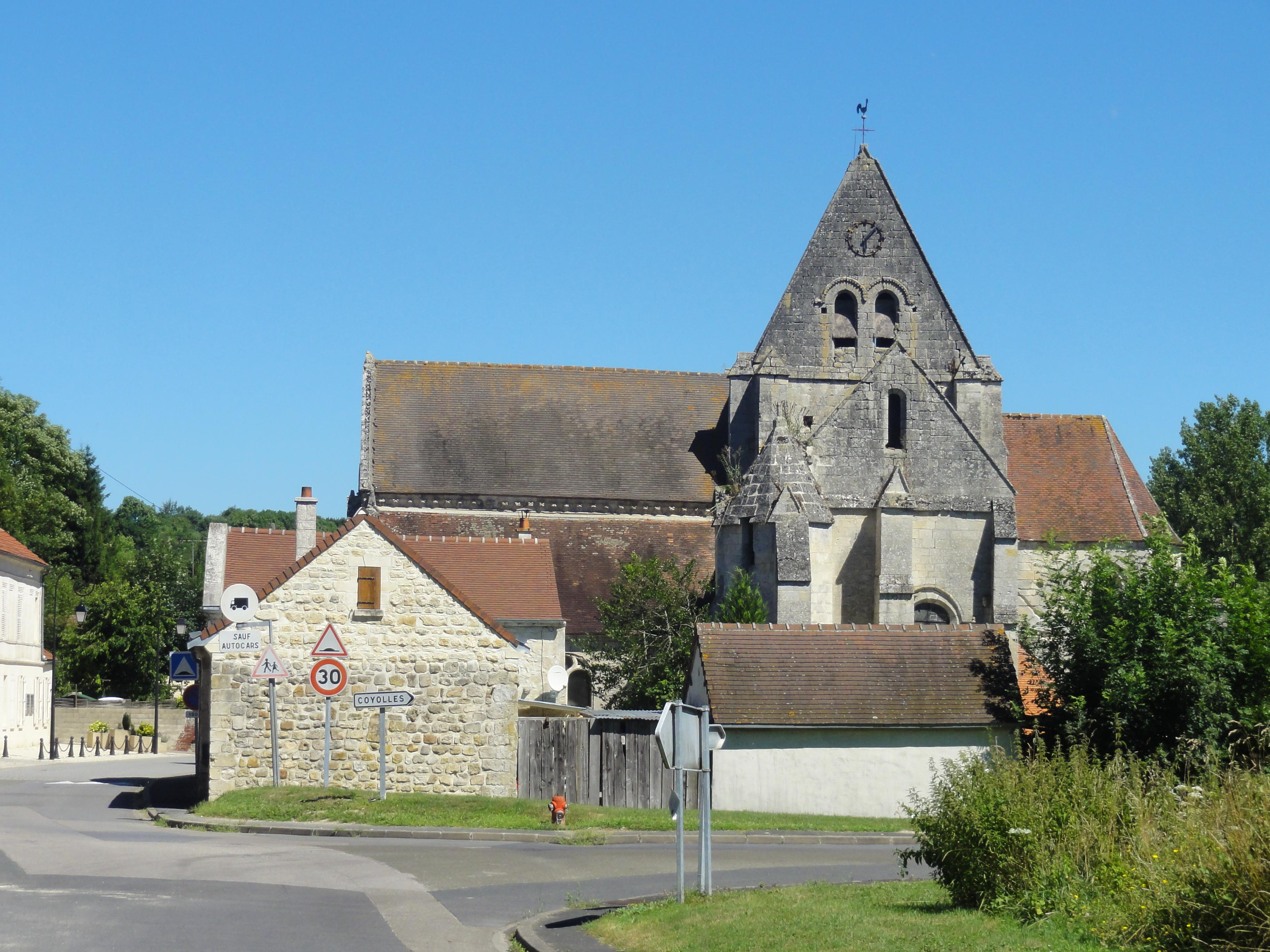
Vue depuis le sud.

La façade occidentale paraît inhabituelle en raison de l'important diamètre de l'oculus qui occupe sa partie supérieure. Le diamètre de l'ancienne rosace équivaut à deux tiers de la largeur de la nef, et elle est légèrement plus large que le portail. Elle est entourée d'un double ébrasement chanfreiné, puis d'un cordon de grandes têtes de clous. D'étroits contreforts flanquent la façade aux deux angles. Ils sont scandés par un glacis à mi-hauteur, puis présentent un second glacis à leur sommet, mais s'amortissent par un chaperon couronné d'un petit fleuron. En bas, le portail s'ouvre sous un gâble faisant saillie devant la façade, et dont le sommet se superpose au décor de l'oculus. La fonction du gâble est de compenser la profondeur de la quintuple archivolte du portail, dont les voussures sont décorées alternativement d'une gorge et d'une baguette, ou d'un tore. Elles reposent sur les tailloirs carrés de délicats petits chapiteaux ronds, qui sont décorés d'un rang de feuilles striées recourbées en crochets aux extrémités, et d'un rang de petites feuilles polylobées appliquées. La moitié des colonnettes en délit manque à ce jour. Le tympan a sans doute été supprimé à l'occasion de l'exhaussement du sol. Il n'en reste que la partie supérieure, sans doute refaite, qui est délimitée inférieurement par un arc moins aigu que celui des archivoltes. L'on y voit une fleur de lys en bas-relief. Dans son ensemble, la façade se rapproche de celle de Glaignes. Elle est d'une belle monumentalité, qui est malheureusement atténuée par le surhaussement de la rue. Rien n'est à signaler à propos des bas-côtés, sauf qu'ils sont construits soigneusement en pierre de taille, ce qui n'est plus la règle à partir du XVIe siècle. En revanche, la courte portion libre des murs gouttereaux de la nef fait apparaître une remarquable corniche de feuilles entablées. Au nord, les crochets alternent avec des masques, alors qu'au sud, la corniche est formée de crochets uniquement. Elle évoque ici les corniches semblables de Bonneuil-en-Valois (croisillon sud), Montataire, Saint-Frambourg de Senlis, Santeuil, Trumilly et Vez. La corniche se poursuit sur les croisillons. Dans l'angle entre nef et croisillon sud, l'on voit un bas-relief dit « le souffleur », représentant une tête grimaçante qui parle dans l'oreille de la tête d'un homme barbu à l'aide d'une corne de vache, tenue par une main,.

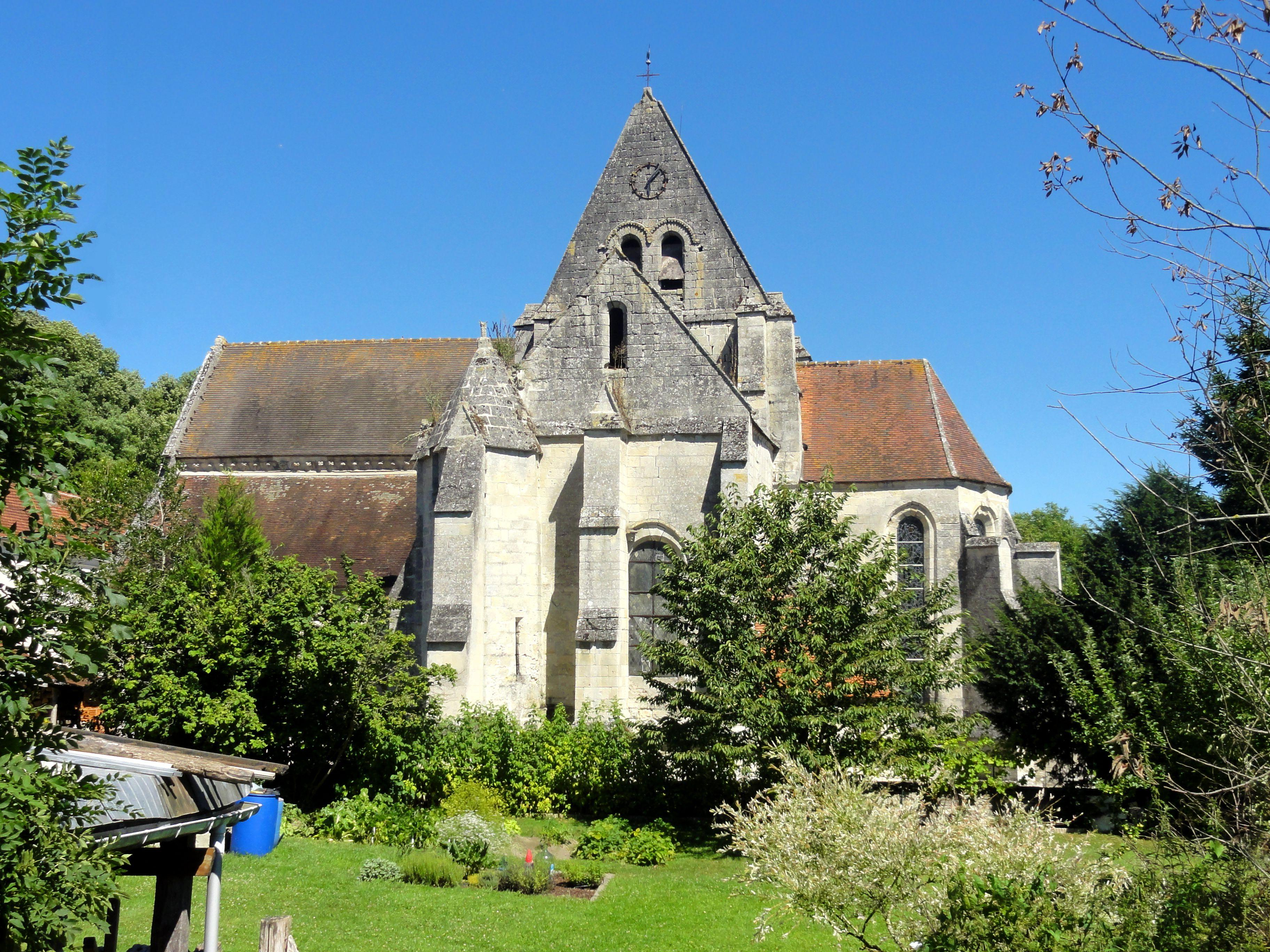
Vue depuis le sud.
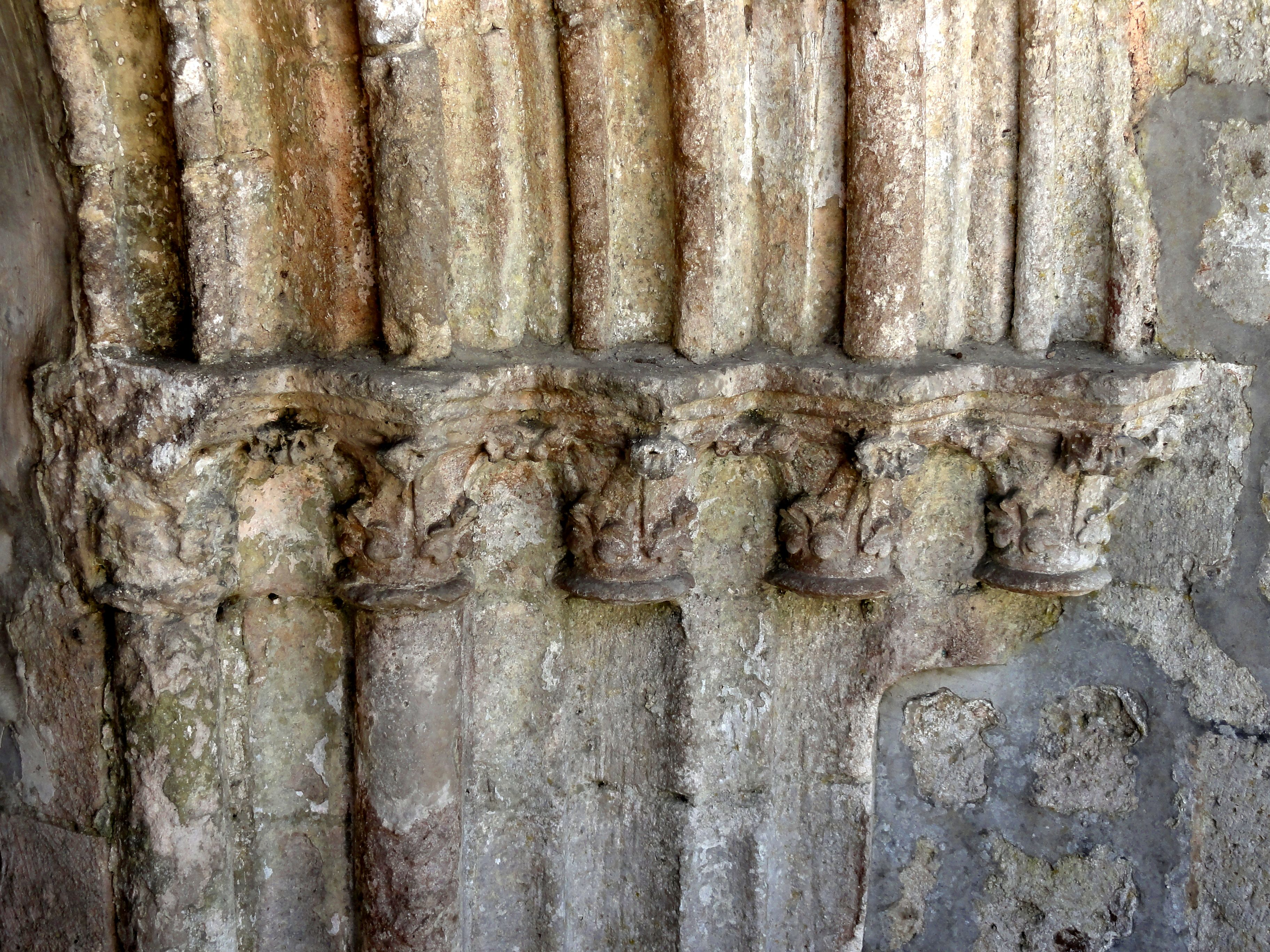
Chapiteaux du portail.
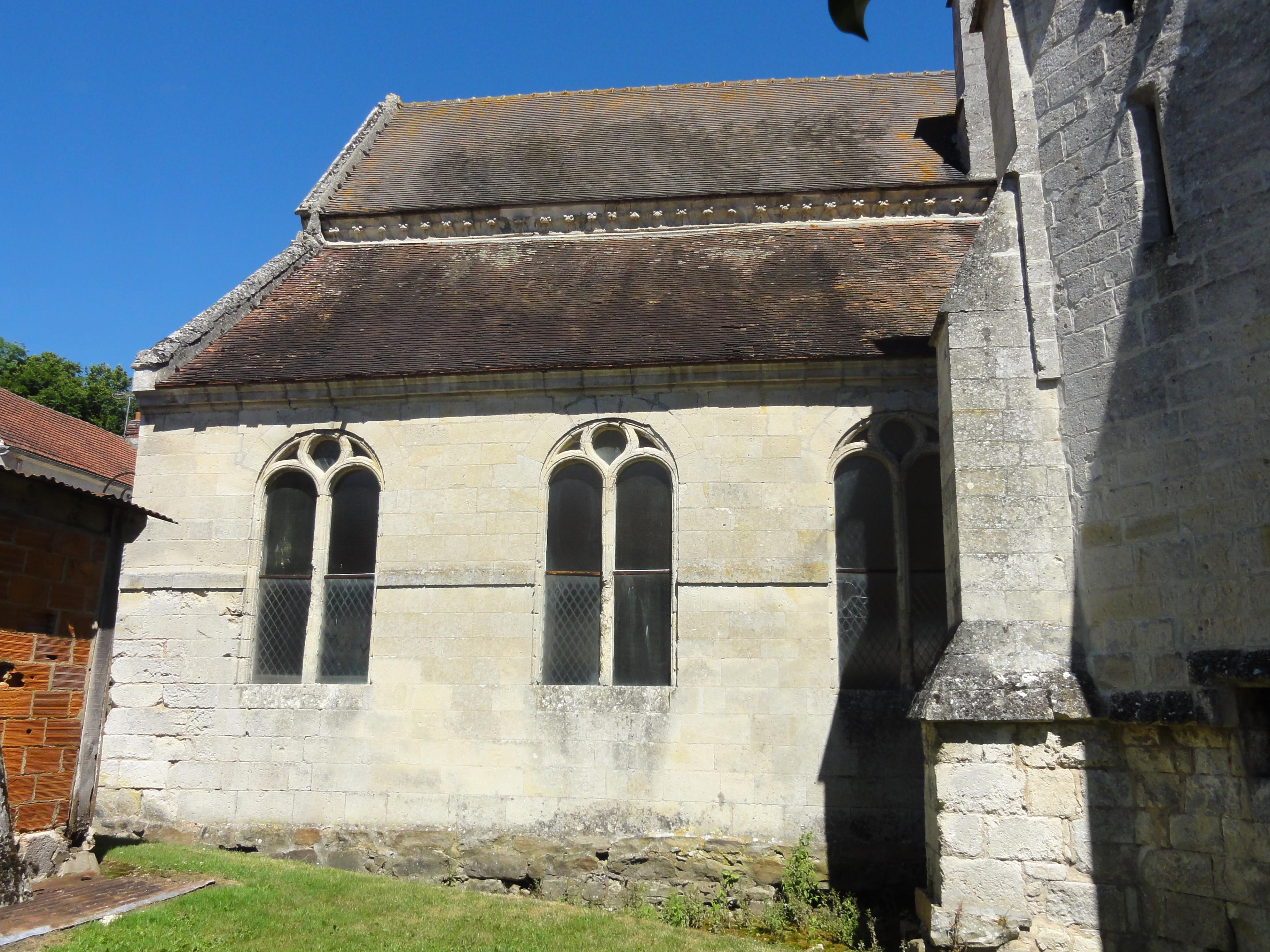
Bas-côté sud.
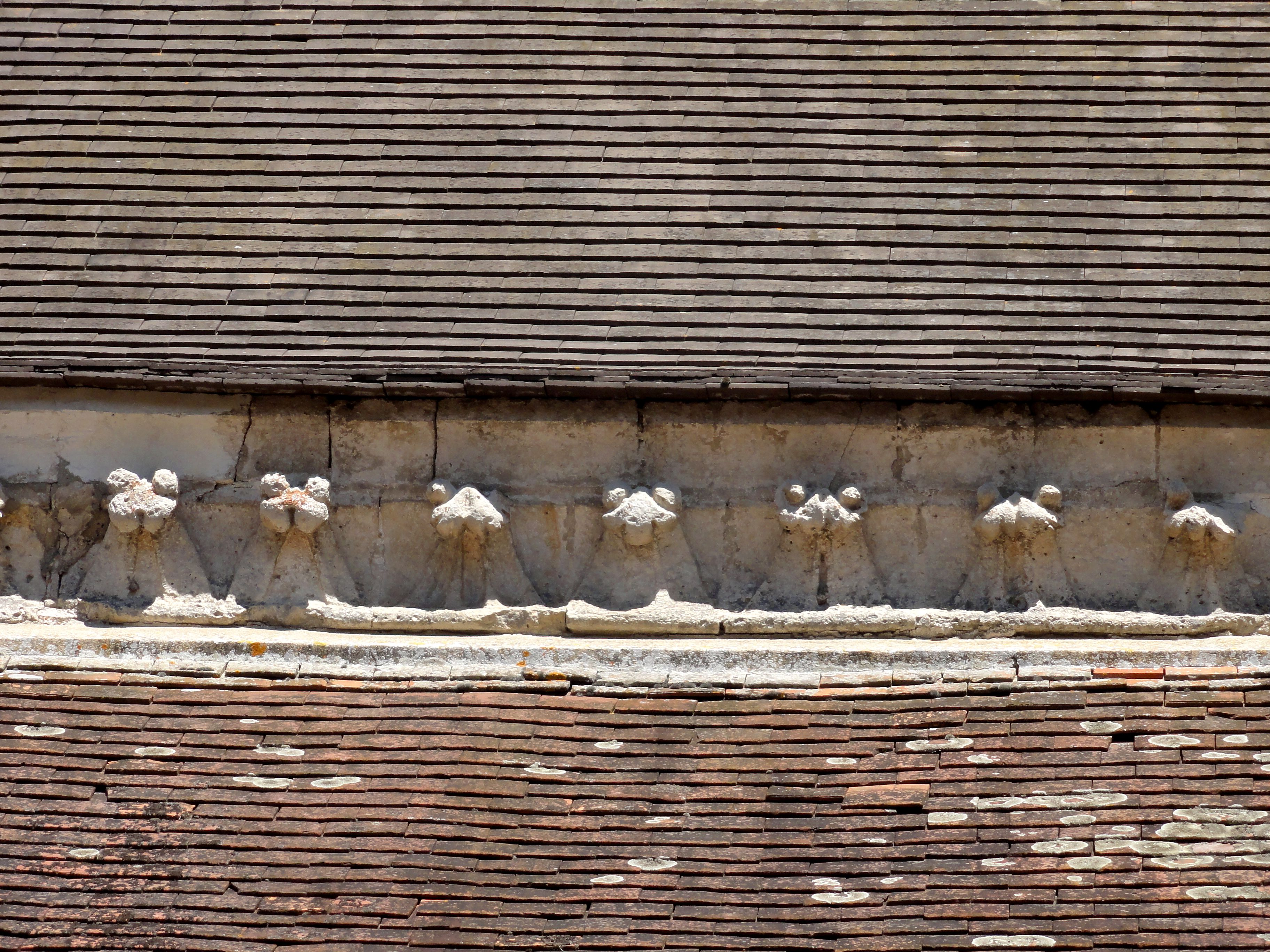
Corniche côté sud.
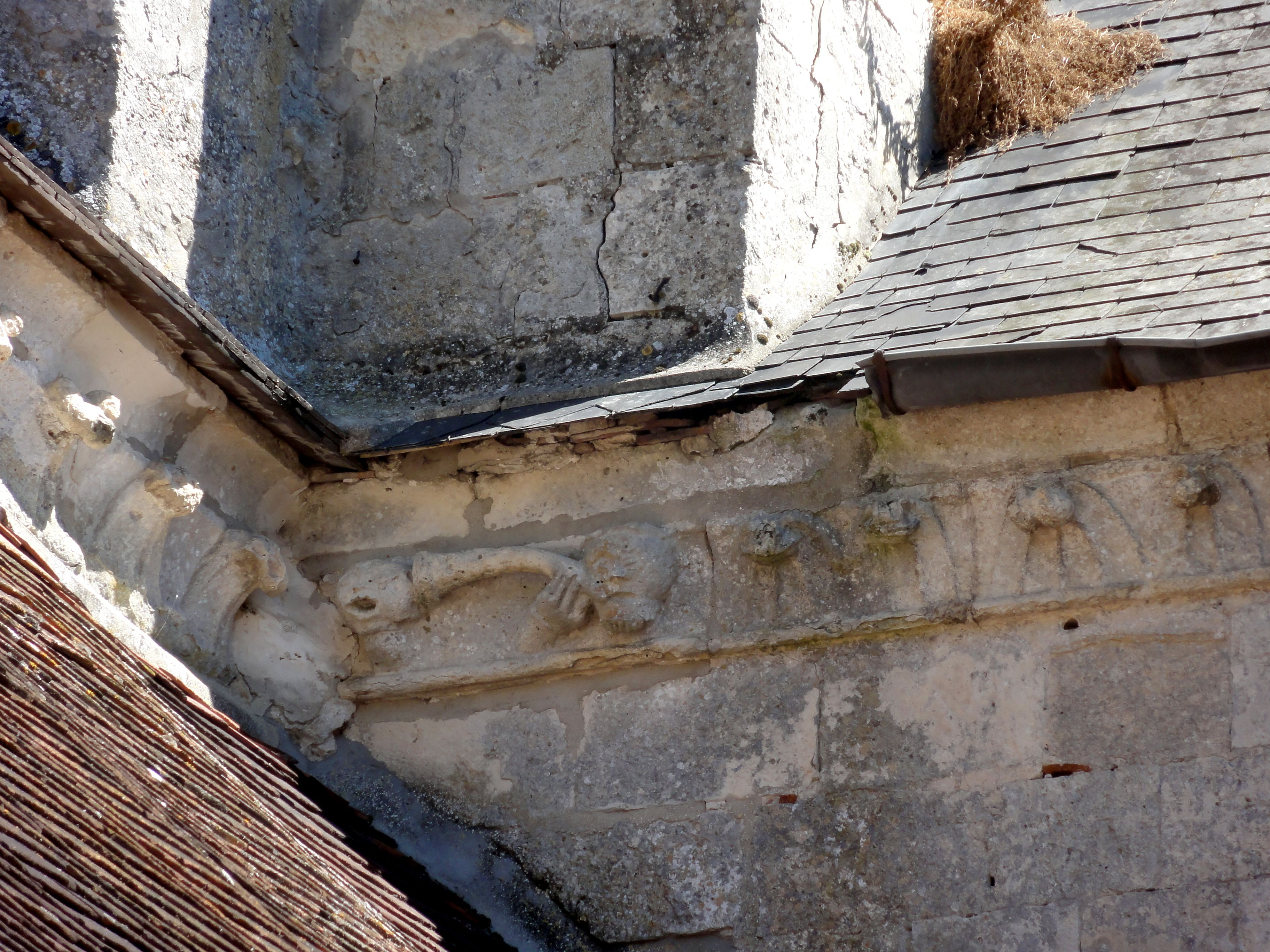
« Souffleur ».

#### Clocher

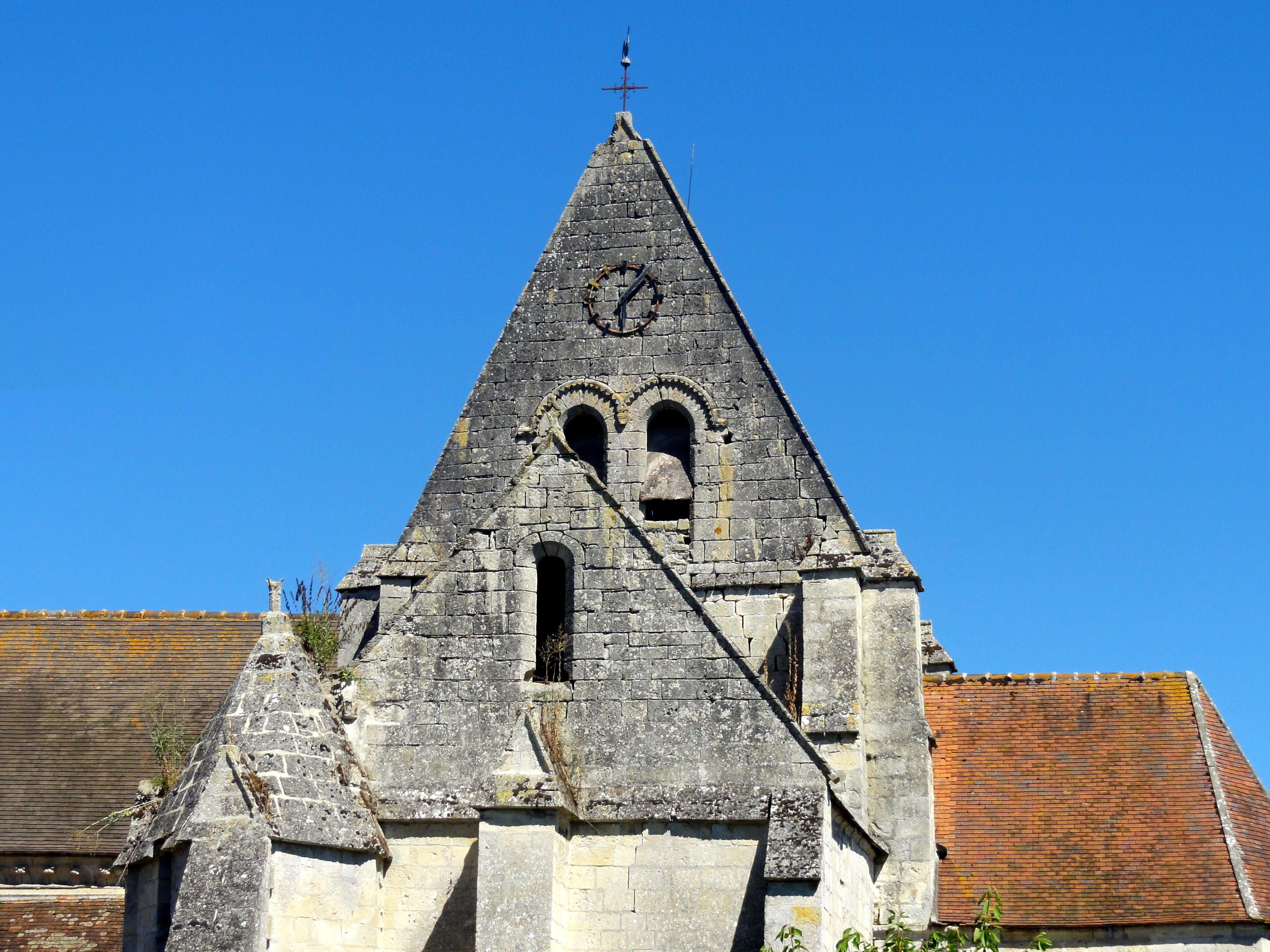
Clocher, côté sud.

L'église Saint-Léger ne possède pas de clocher abouti, car il n'y a pas d'étage de beffroi : L'on s'est contenté d'un étage intermédiaire aveugle, censé compenser la hauteur des toitures de la nef, des croisillons et du chœur, et d'une bâtière perpendiculaire à l'axe du vaisseau central, comme à Bémont, Choisy-au-Bac, Houdancourt et Pondron. Dominique Vermand estime que ce compromis est motivé par l'instabilité du terrain, qui ne permit pas d'assurer la stabilité nécessaire. L'étage intermédiaire est épaulé à chaque angle par deux contreforts orthogonaux, qui sont de section carrée et scandés par un larmier à mi-hauteur. Ils s'amortissent par un chaperon à croupe, c'est-à-dire, sans gâble. La bâtière est perpendiculaire à l'axe de l'édifice, ce qui est inhabituel. Elle est aiguë, et les deux premières assises des pignons font légèrement saillie par rapport au mur de l'étage en dessous. Chaque pignon est percée de deux baies abat-son en plein cintre par face. Les baies sont donc orientées vers le nord et vers le sud, ce qui correspond au développement du village, dont les maisons s'alignent initialement le long d'une unique rue. Ainsi le son de la cloche est porté en direction des habitants, ce qui explique sans doute l'orientation de la bâtière (normalement, les pignons des bâtières ne sont percés d'une seule ouverture pour l'aération des combles). La décoration des baies est extrêmement sobre, dans une région qui se caractérise par la richesse de l'ornementation des clochers dès la période romane. Les arcs des baies sont surmontées d'un cordon de dents de scie, qui retombe sur un culot entre les deux baies, et se poursuit pour une courte section au niveau des impostes, à gauche et à droite,.

#### Transept et chœur

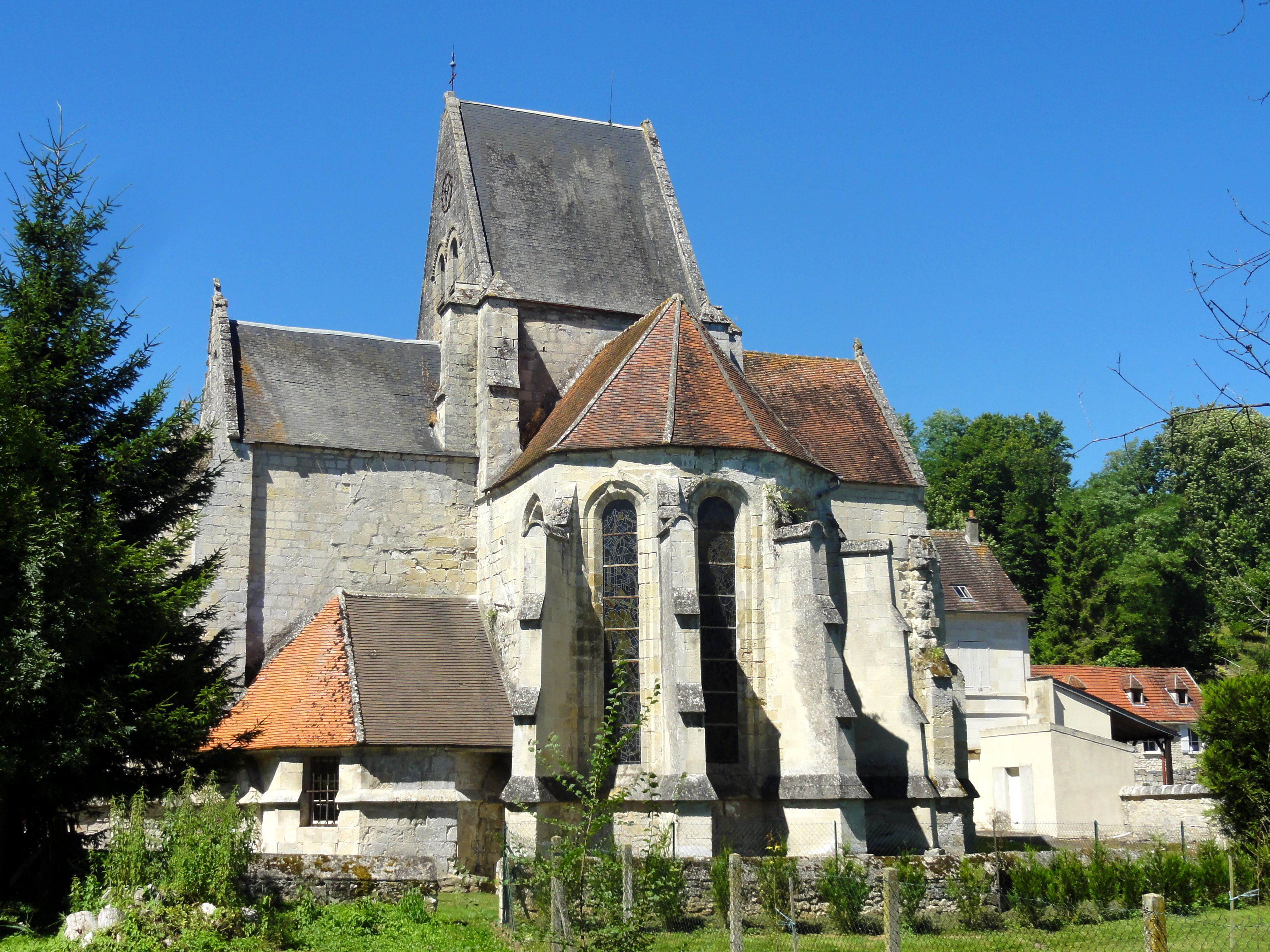
Vue depuis l'est.

Le croisillon sud est flanqué à son angle sud-ouest par une tourelle d'escalier octogonale, qui dessert les combles et permet d'accéder au premier étage du clocher, puis aux combles du croisillon nord et du chœur. La tourelle est coiffée d'une pyramide en pierre, et épaulée par de puissants contreforts à l'ouest et au sud. Ce parti illustre une fois de plus les problèmes suscités par le sol marécageux, car normalement, les contreforts du croisillon entre lesquels la tourelle s'insère, auraient été suffisants. Les contreforts présentent un glacis formant larmier assez près du sol, qui est un trait commun du transept et du chœur, et sert d'appui aux fenêtres. Le contrefort occidental se retraite une fois puis se termine par un chaperon à gâble, tels les contreforts occidentaux de la nef ; le contrefort méridional est plus saillant et se retraite une seconde fois, immédiatement en dessous du chaperon. Le pignon du croisillon présente la même particularité que les pignons du clocher : les deux premières assises font saillie. Une haute et étroite baie en plein cintre aère les combles. Un contrefort est planté directement en dessous. Encore différent des autres, mais du même style, il est scandé par deux larmiers et se termine par un chaperon sur lequel les deux premières assises font également saillie. Le contrefort central date donc d'origine, et fournit aussi l'explication pourquoi la fenêtre méridionale du croisillon est déportée vers l'est. Si elle est plus grande que la lancette du mur oriental du croisillon nord, qui date assurément d'origine, la décoration par un simple bandeau en forme de sourcil est cohérente avec la première période gothique. Dans les angles entre mur et contreforts, se profilent de petites têtes sculptées. Ce ne sont pas des mascarons, fréquents à l'époque, mais des sculptures réalistes, qui représentent de jeunes hommes, dont l'un porte une toque de docteur. À l'angle sud-est du croisillon, l'on trouve deux contreforts semblables, mais avec un glacis comme couronnement. Tout le chevet est dépourvu d'ornementation, et la corniche manque sur les murs orientaux des croisillons. Les fenêtres de l'abside sont flanquées par des contreforts étroits mais très saillants, évoquant sinon ceux à l'angle sud-est du croisillon sud, sauf qu'ils sont amortis par des chaperons arrondis. Ils trahissent une réfection tardive du XVIIe siècle, qui s'est sinon montrée respectueuse du style gothique. Derrière les chaperons, l'on aperçoit encore les courts glacis terminaux des contreforts d'origine.

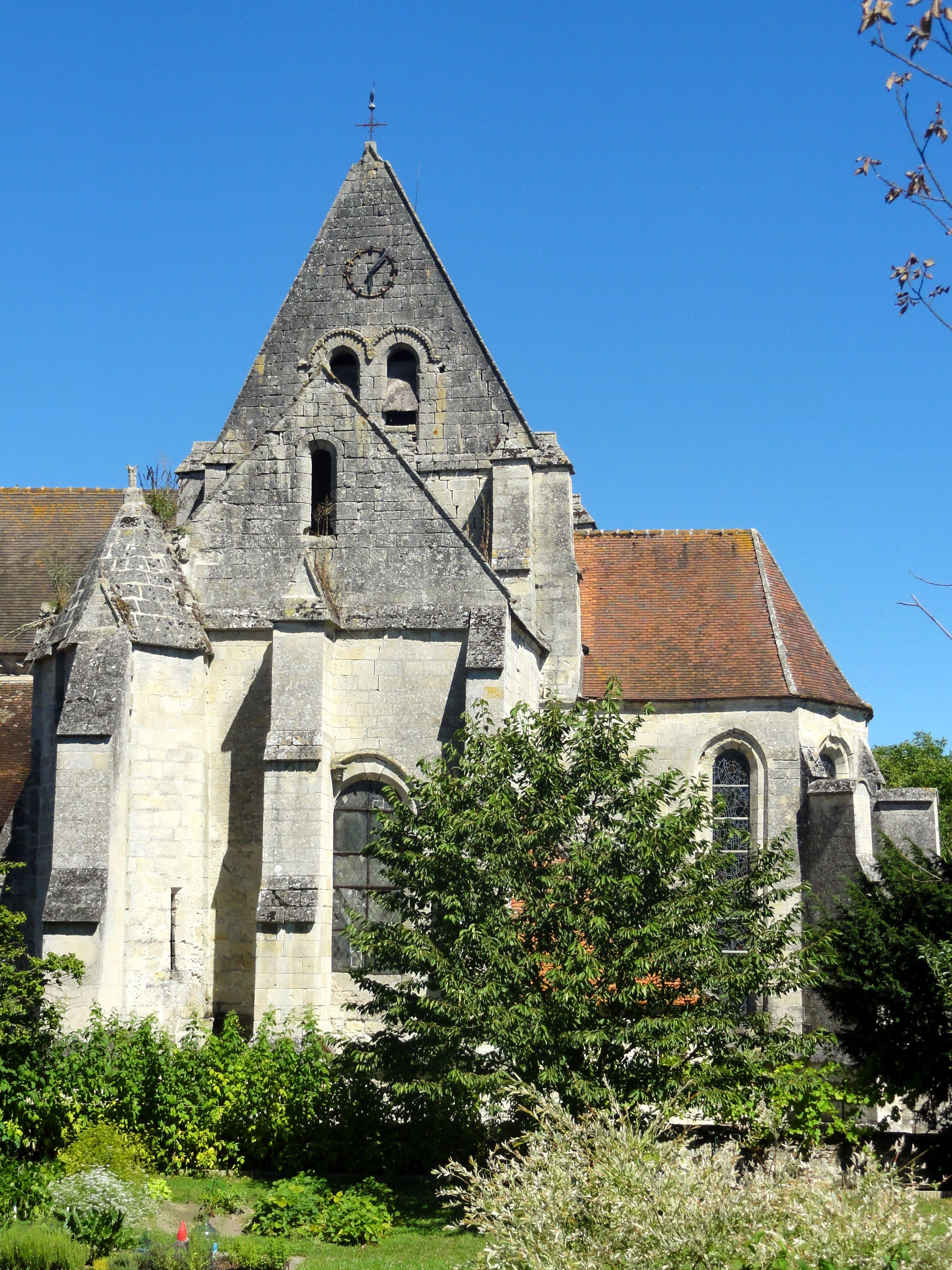
Parties orientales.
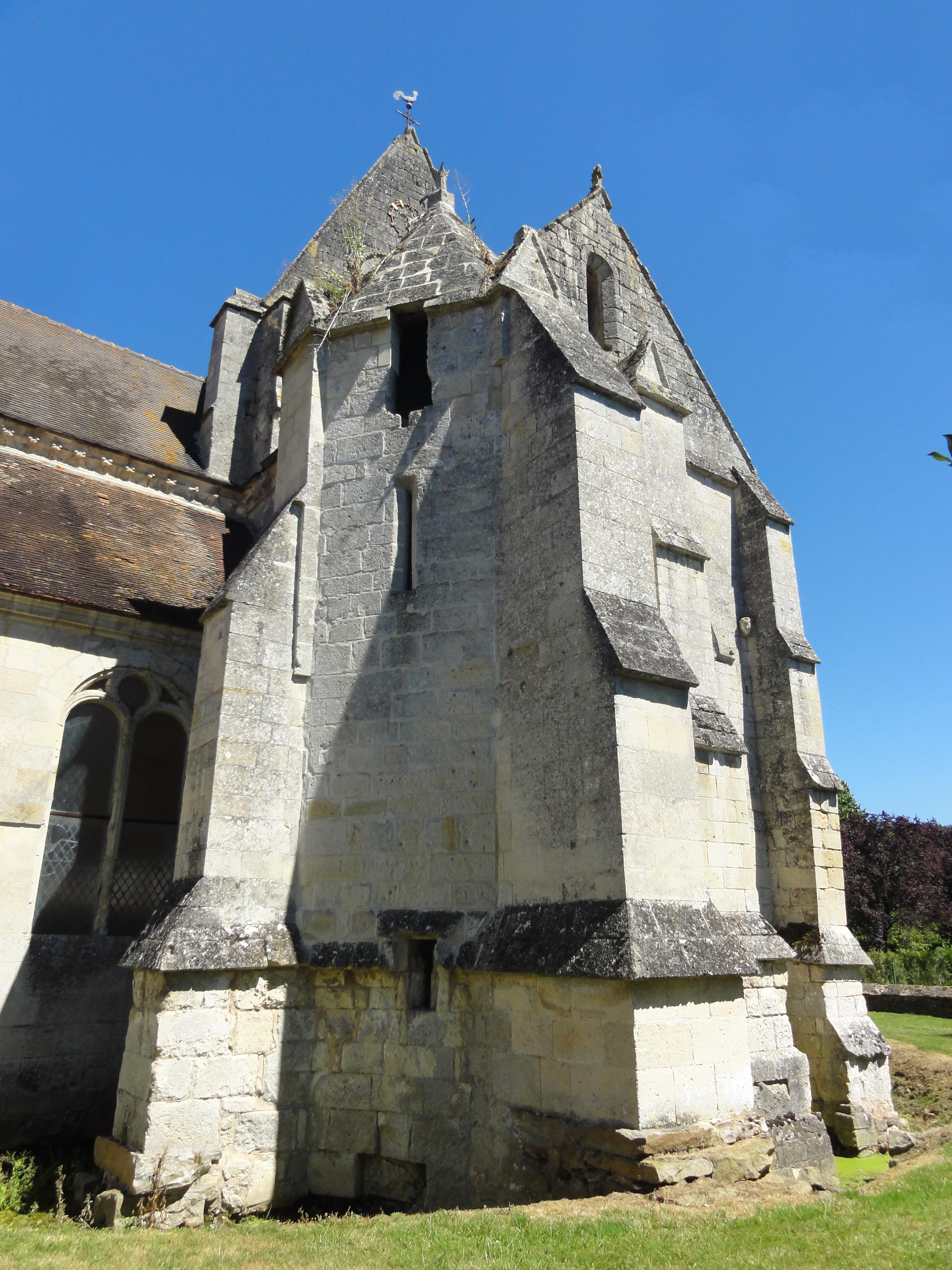
Tourelle d'escalier.
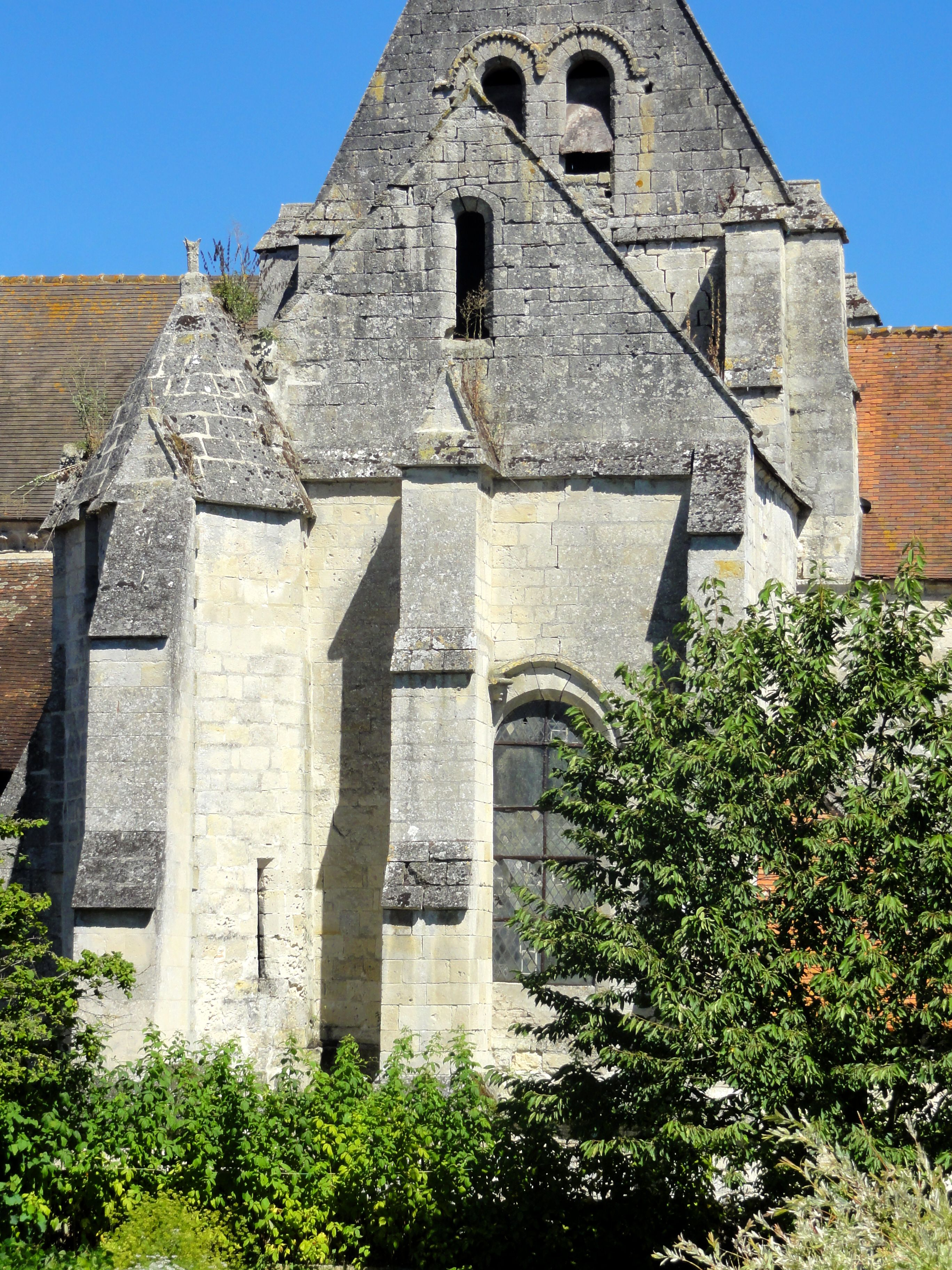
Croisillon sud.
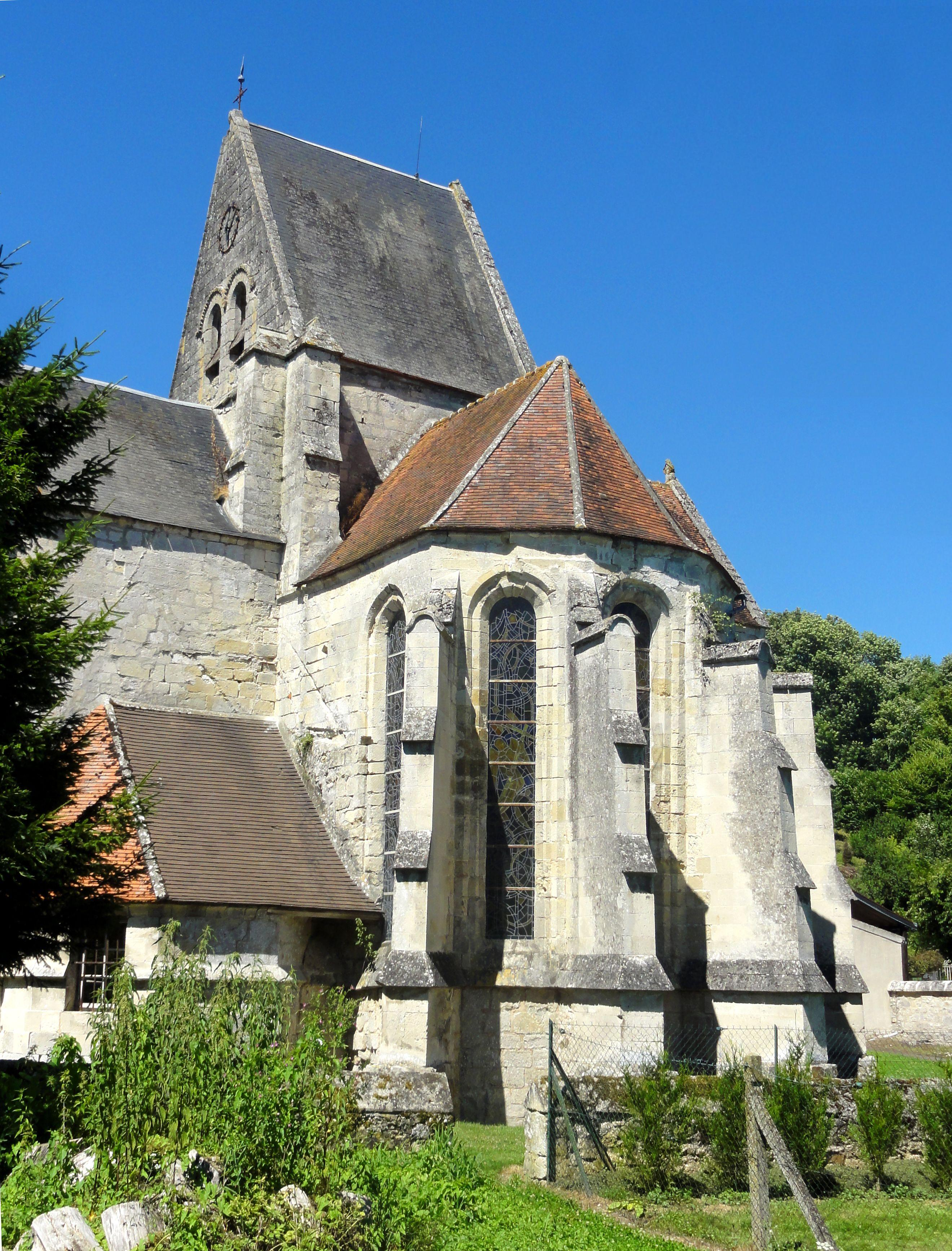
Chevet.
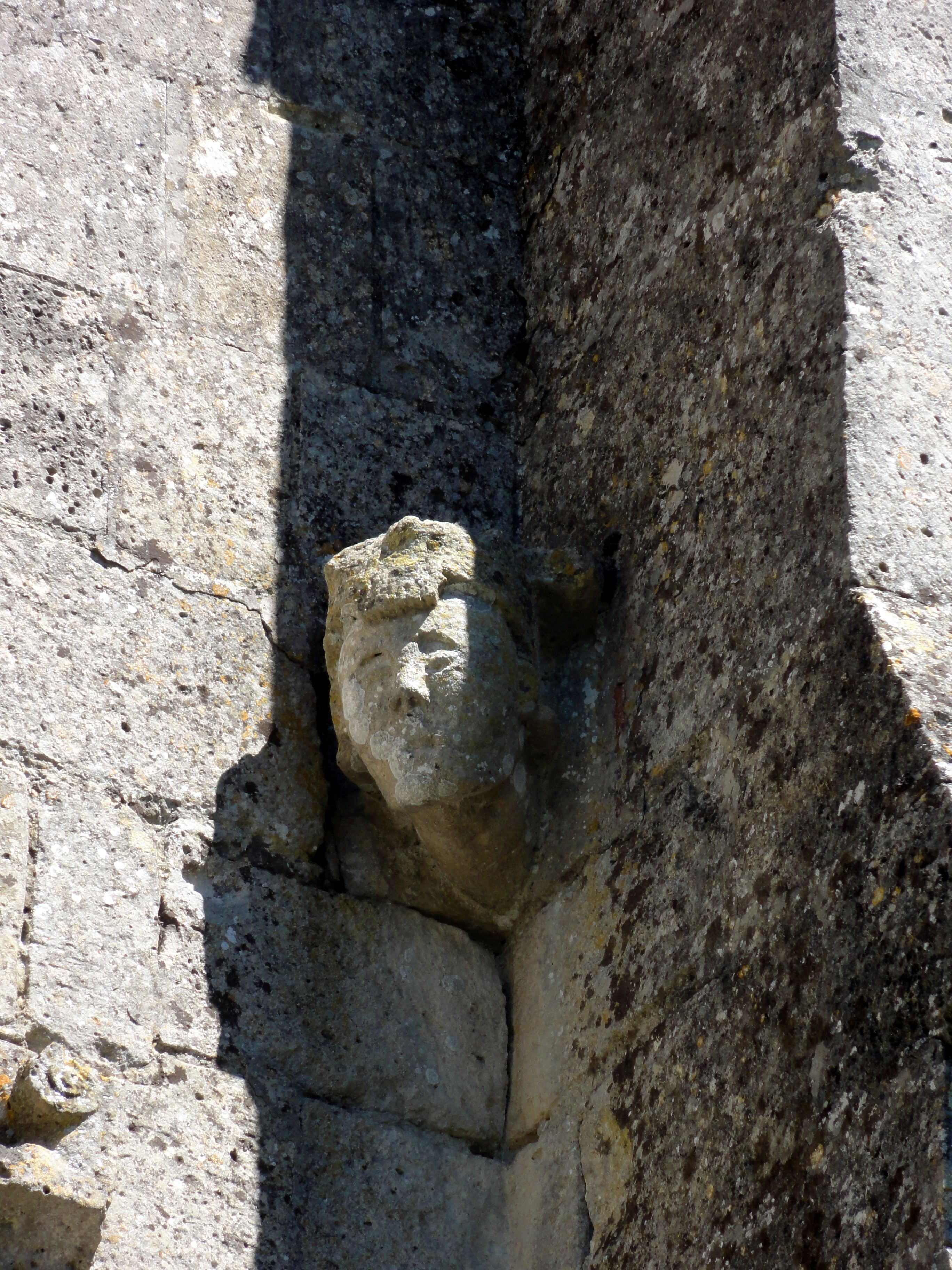
Transept, tête sculptée.
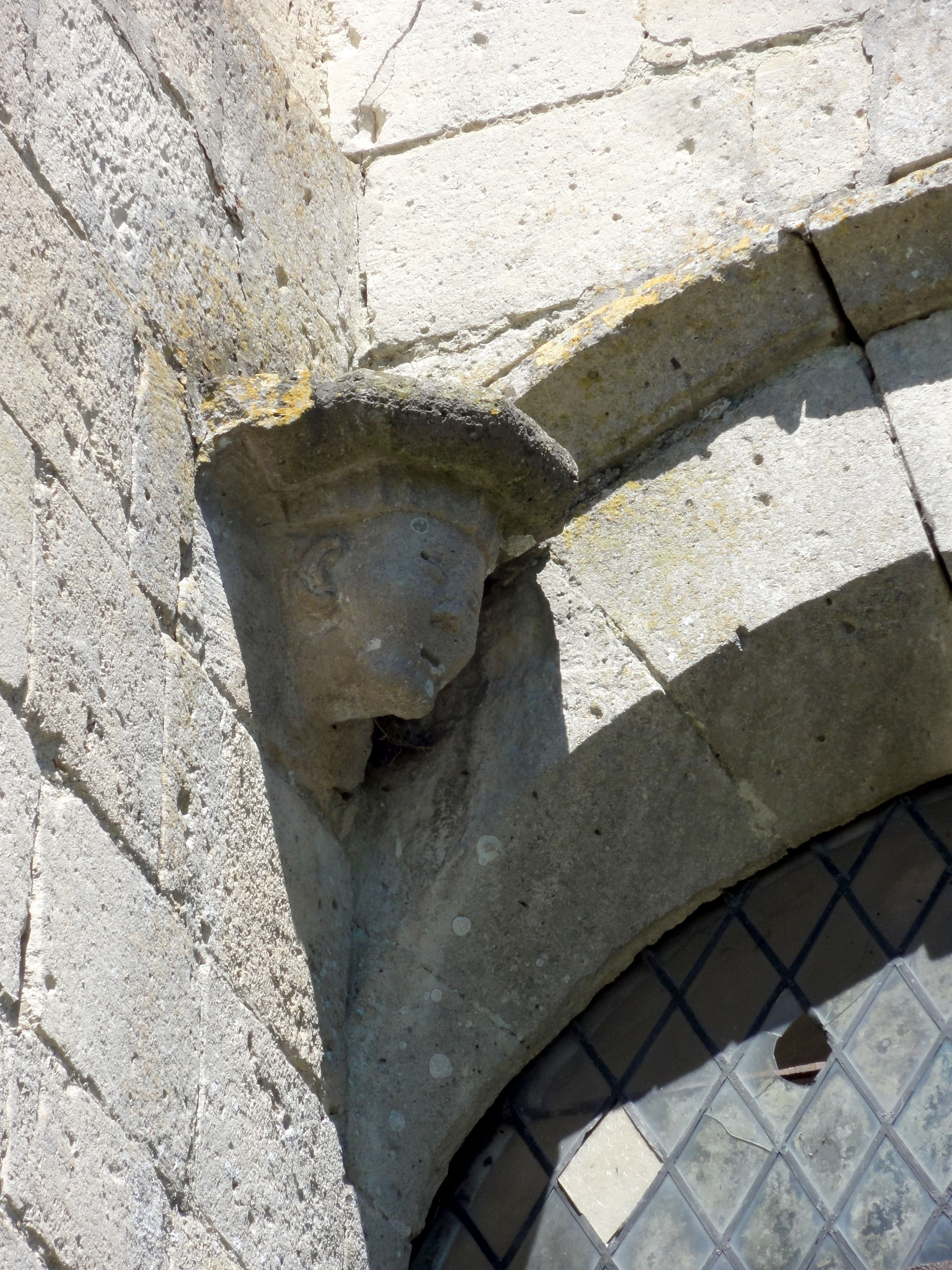
Transept, tête sculptée.

## Mobilier

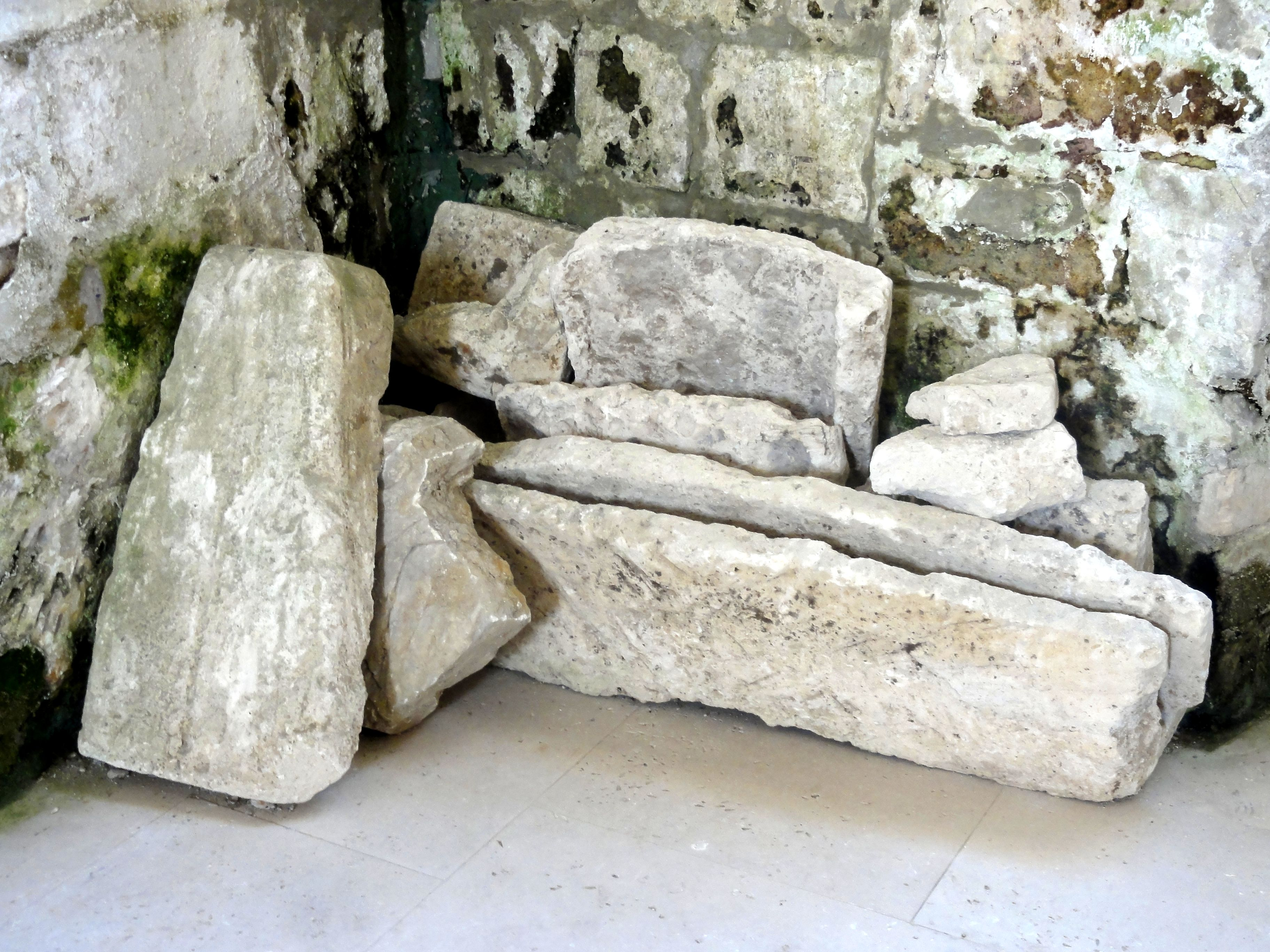
Débris de sarcophages en pierre.

Aucun élément du mobilier n'est classé monument historique au titre objet. Louis Graves mentionne en 1843 des fonts baptismaux en marbre, dont il n'est pas certain s'il s'agit de ceux que l'on voit actuellement : ils sont de petites dimensions et sans intérêt artistique. Graves évoque aussi les « restes d'assez beaux vitraux avec la date de 1567 », qui, eux, ne sont plus qu'un lointain souvenir. L'une des scènes montrait des croisés partant pour défendre Jérusalem. À la fin du XXe siècle, un triptyque consacrée à la vie de la Vierge Marie a été installé dans l'abside. C'est une création du maître-verrier Claude Barre, d'Amiens. La chaire à prêcher, le banc d'œuvre, toutes les statues sauf une statue en plâtre de sainte Thérèse de Lisieux, et pratiquement tout le reste du mobilier ont été donnés par le maire aux communes voisines au cours des années 1970 et 1980, et ont enrichi le mobilier des autres églises de la vallée de l'Automne. Le confessionnal a été transformé en penderie par le maire. Comme dernier objet ancien, ne reste que la partie supérieure de la grille du chœur, fixée entre les deux piles occidentales de la croisée du transept. C'est une belle œuvre en fer forgé sommée d'un Christ en croix. La majeure partie de la grille est aujourd'hui déposée dans un dépôt de la commune. On y voyait un calice et le dicton « Sancta sanctis », les choses saintes au saints. L'église possède un beau lutrin en fer forgé et une sculpture en bois de la Vierge. Ce sont des œuvres récentes. Sinon, le mobilier liturgique se limite au strict minimum nécessaire à la célébration du culte.